# Istoria creștinismului în România

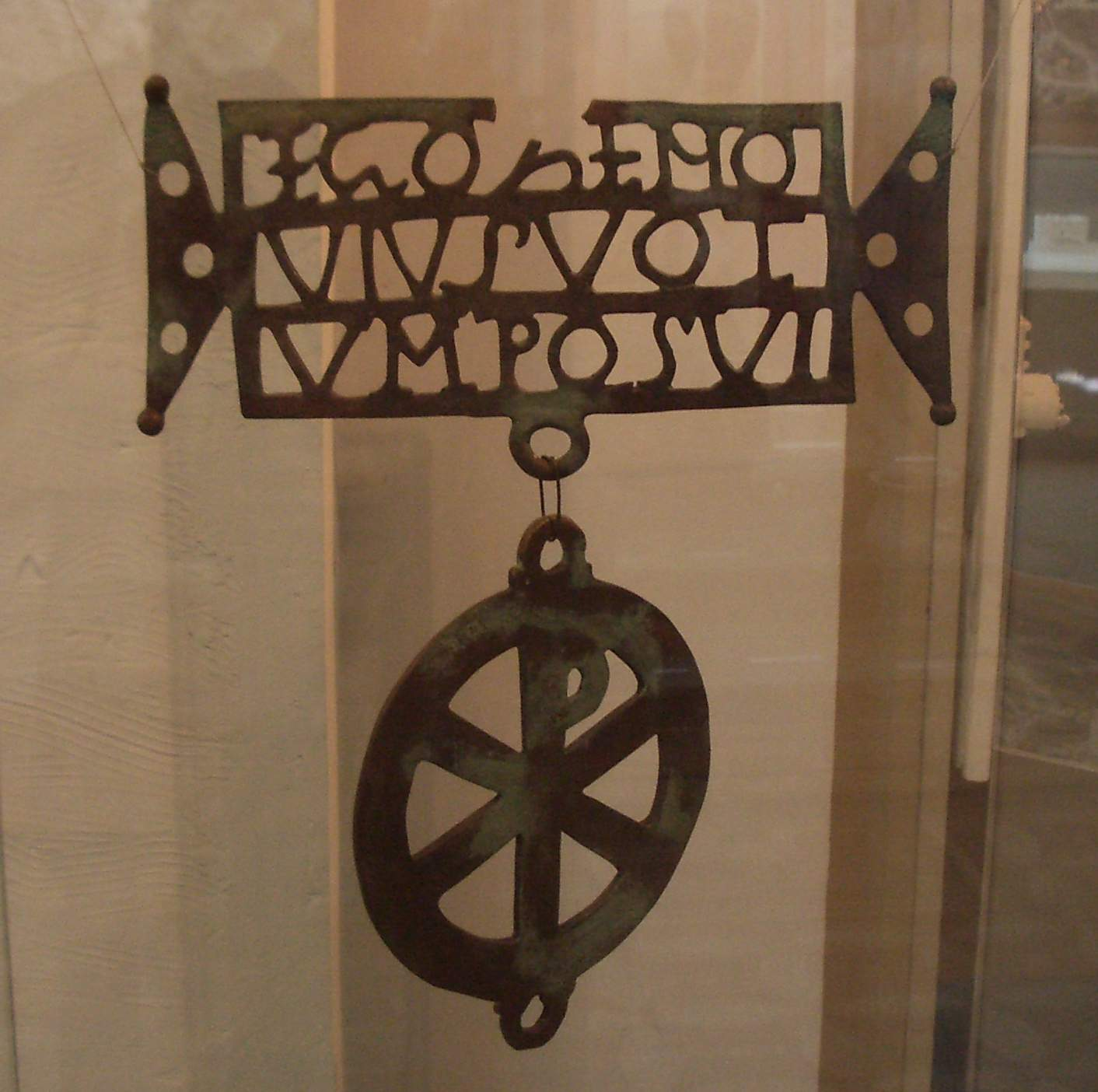
Ego Zenovius Votum Posui (Eu, Zenovie, am depus acest dar). Donariul de la Biertan, sec. al IV-lea

Istoria creștinismului în România a început în secolele II-III. În prezent în România sunt prezente mai multe culte și biserici creștine, majoritatea românilor aparținând Bisericii Ortodoxe, spre deosebire de celelalte popoare latine ce aparțin în marea lor majoritate Bisericii Catolice.

## Începuturile creștinării
Conform istoricului Tertulian (150-220) numele lui Hristos ajunsese să fie cunoscut în vremea sa inclusiv „popoarelor din Galia, Marea Britanie, sarmaților, dacilor, germanilor și sciților”, iar aceasta în condițiile în care populațiile respective erau inițial păgâne. Academicianul Constantin C. Giurescu a dat ca exemplu Legiunea a V-a Macedonica, care a staționat o vreme în Palestina, înainte de a fi mutată la Troesmis și apoi la Potaissa, pe teritoriul actual al României.
Perioada creștinării timpurie a populațiilor nord-dunărene, oricare ar fi ele, a lăsat puține mărturii arheologice și documentare în afara Dobrogei, majoritatea dovezilor fiind mai ales de natură lingvistică, iar rarele obiecte cert creștine, cum este Donariul de la Biertan, fiind interpretabile și ca simple tezaurizări fără semnificație religioasă pentru posesori. Din aceste motive, s-a vorbit uneori de populații "criptocreștine", iar perioada este în controversă între istoriografia bisericii, care afirmă prezența timpurie a creștinismului ca parte integrantă a etnogenezei poporului român, și istoriografia academică, pentru care nordul Dunării a fost o parte din Barbaricum, păgân până în secolul VIII. După istoricul creștinismului și arheologul Pr. Ion Barnea, au existat două moduri de difuzare treptată a creștinismului popular de limbă latină, mai tardive, printre dacii liberi și printre vlahii (protoromânii) din nordul Dunării: pe de-o parte păstoritul (transhumanța reprezentând, an de an, o cale de schimburi culturale între zona carpatică, Balcani și zona pontică), și pe de altă parte negustorii (care se deplasau cu stofe, mirodenii, mătase și produse manufacturate la nord de Dunăre, de unde se întorceau în imperiul roman de răsărit (bizantin) cu sare și aur). Lipsa unor lăcașuri de cult în anumite perioade poate fi explicată și prin persecutarea creștinilor latinofoni de către slavii păgâni și apoi de către păgânii avari, pecenegi, cumani și tătari. Termenul de romanus/român a fost și o caracteristică identitară la români, însemnând creștin Nicolae Iorga a scris despre cruci (troițe) și biserici că „Pe timpurile mai vechi decât domniile noastre, până și bisericile de lemn erau foarte rare. Atunci, în jurul unei astfel de cruci se făcea toată slujba. Ea înlocuia biserica, o rezuma în ce avea mai caracteristic Pentru creștinii timpurii, noțiunea de biserică nu implica existența unui edificiu construit special, ci doar comunitatea de credincioși.

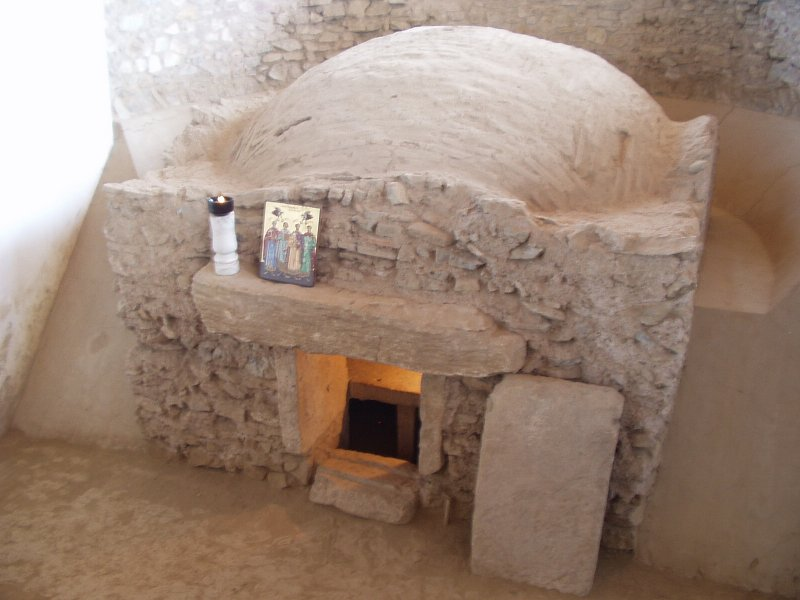
Mormântul celor patru martiri de la Niculițel.

## Creștinismul în Dobrogea
Peștera Sfântului Andrei din Dobrogea este un loc considerat în tradiția creștină drept adăpost al Sfântului Andrei, nu cu mult înainte de a fi martirizat (conform legendei, nu avem de unde ști dacă așa ceva s-a petrecut în realitate).
Din punct de vedere documentar, scrierile Părinților Bisericii dinaintea sinodului de la Niceea, (primul sinod ecumenic din istorie) citează număr însemnat de toponime de la Dunărea de Jos atestând existența unor comunități de creștini, a căror amintire este menținută și de tradițiile locale mănăstirești.
În anul 1936 arhiepiscopul catolic Raymund Netzhammer a publicat în Elveția un studiu despre martirii Epictet și Astion din cetatea antică Halmyris, de lângă Murghiol, județul Tulcea. Acestia au fost omorâți (anul 290) la ordinul comandantului militar al provinciei Scythia Minor, Latronianus.
După 297, pe teritoriul provinciei romane Scythia Minor, între malul drept al Dunării de jos și Tomis (cetate grecească de pe litoralul apusean al Pontului Euxin), se aflau cei mai numeroși creștini martirizați din întreg Imperiul Roman.
Astfel, Episcopul Efrem a fost ucis în 304, în ziua de 7 martie, la Tomis. El a fost urmat de nenumărați alți martiri, mai ales în timpul marilor persecuții anti-creștine organizate din ordinul împăraților romani Dioclețian, Galeriu, Liciniu și Iulian Apostatul.
In anul 306 în timpul împăratului Galerius a fost executat Sfântul Lup. Acesta era un discipol al Sfântului Dumitru, executat la Salonic în același an. Sfântul Lup era dac sau roman, originar din localitatea Novae (astăzi Sviștov în Bulgaria), situată pe malul drept al Dunării. În secolul al VI-lea, Petru, fratele împăratului Mauriciu a trecut prin Novae și a remarcat sărbătorirea Sfântului Lup de către localnici. Localitatea Novae a fost populată în evul mediu de români, bulgari, greci și migratori.
În secolul al IV-lea episcopul Audias împreună cu adepții săi, exilați de împăratul roman, din Mesopotamia în Scythia Minor, se afirmă în creștinarea populației dintre Nistru și Prut.

## Creștinismul în epoca etnogenezei românilor
S-au descoperit în fosta Dacie, ca dovezi ale paleocreștinismului, ștampile de lut pentru prescuri (la Pălatca și Jabăr) care atestă prezența probabilă a unor preoți, inclusiv a unor lăcașuri de cult. Probabil tot pentru lăcașurile de cult au fost folosite și cărămizile sau țiglele ștampilate cu cruci sau pești descoperite la Apahida, Bărboși, Celei Reșca și Racoviță, utilizate fie la pardoseala bisericilor fie pentru placarea altarelor. Unele piesele de podoabă ca: inele cu geme și inscripții, fibule, pandantive, aplici, paftale etc.
ornamentate cu simboluri creștine (cruci, pești, ancore, porumbei etc.) au fost purtate de credincioși atât înainte, cât și după recunoașterea oficială a cultului creștin.

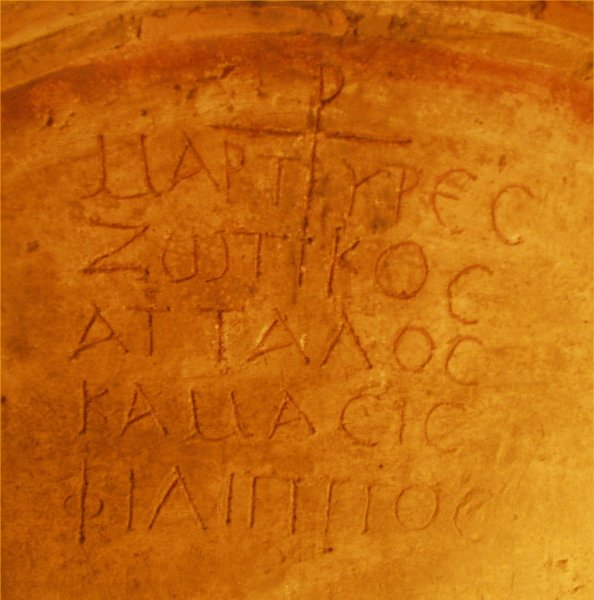
Inscripția tombală din mormântul celor patru martiri de la Niculițel, arâtând clar numele lor: Zoticos, Attalos, Kamasis și Filippos

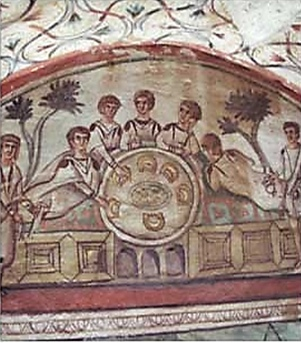
Cavou socotit paleocreștin de arhiepiscopia Tomisului (în ciuda lipsei de simboluri creștine) descoperit la 25 februarie 1988 la Tomis (Sciția inferioară)

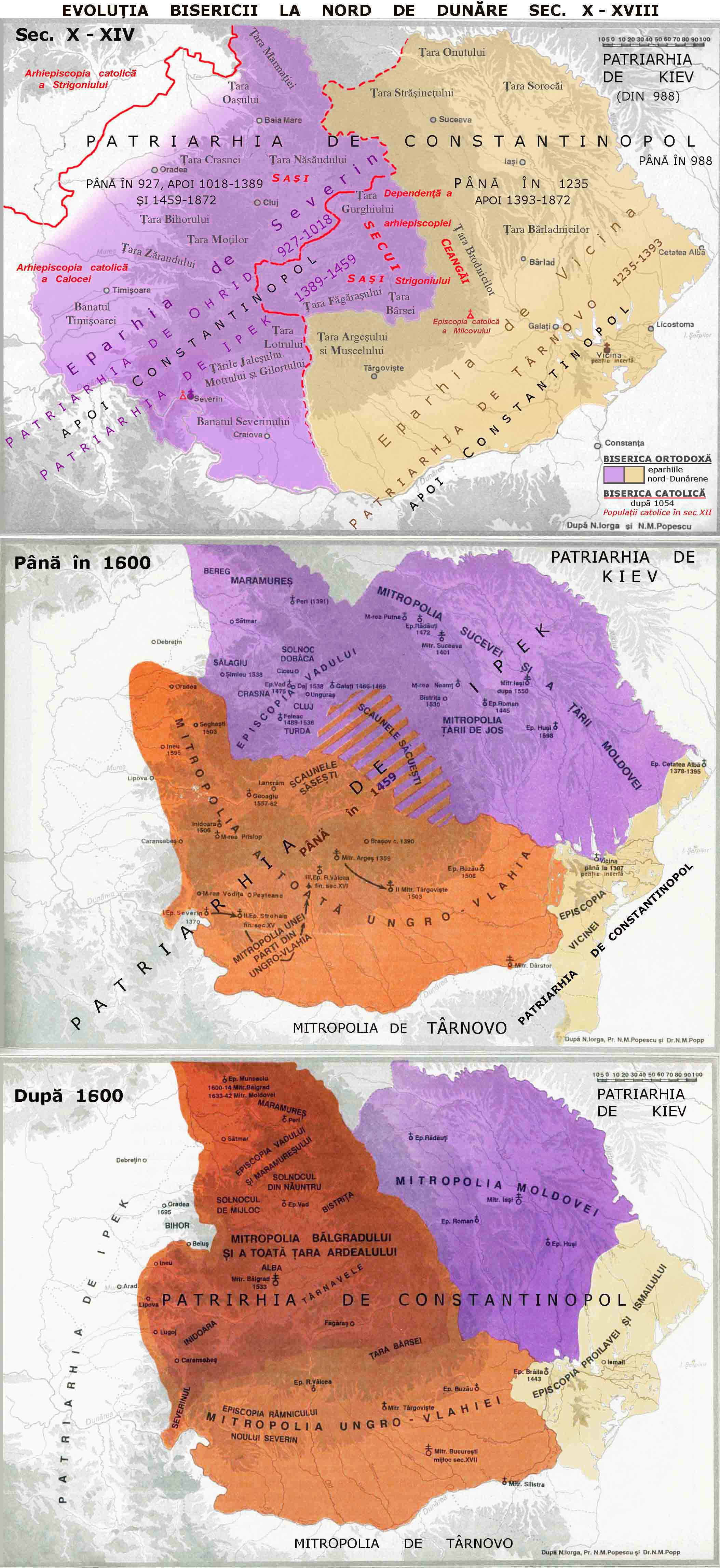
Evoluția bisericii în țările române înainte de înființarea Bisericii Ortodoxe Române, după Iorga, Popescu și Popp

"Martirologul Bisericii Ortodoxe Române" citează, pentru secolele III-X, un număr de dioceze și nume de episcopi în Dacia, Mesia și Sciția inferioară încă din timpul Părinților Bisericii.
Primul preot considerat protoromân este Montanus, care a fost înecat ca martir împreună cu soția sa Maxima, pentru că și-a mărturisit credința creștină, în 26 Martie 304 în localitatea Sirmium (astăzi Mitrovița lângă Belgrad). A fost executat aproape in aceeași perioadă cu Sfântul Lup din Novae și cu Sfânta Anastasia din Sirmium (Vindecatoarea de Boli).
Sfântul Niceta din Dacia Mediterranea a fost un episcop care a propovăduit Evanghelia în Dacia și a preschimbat neamuri barbare, în popoare blânde († pe la 414). Nicolae Iorga, Constantin C. Giurăscu și Radu Vulpe au scris că activitatea de evanghelizare a lui Niceta s-a realizat atât la nord, cât și la sud de Dunăre.
Săpăturile arheologice din anul 1971 sub bazilica paleocreștină de la Niculițel (lângă anticul Noviodunum, în Sciția inferioară) au dezgropat un Martyrion și mai vechi, așezat la temelie. Pe lângă mormântul cu inscripții tombale foarte vizibile al lui Attalos, Kamasis, Filippos și Zoticos, sub cripta celor patru, au fost găsite moaștele încă unor alți martiri care au mărturisit în timpul represiunilor împăratului Decius (249-251). Marele complex de cult de la Basarabi, întru totul unic, cuprinde Inscripții tombale mai ales grecești, iar la Tomis s-a găsit în 1988 un cavou din sec. IV cu fresce creștine intacte.

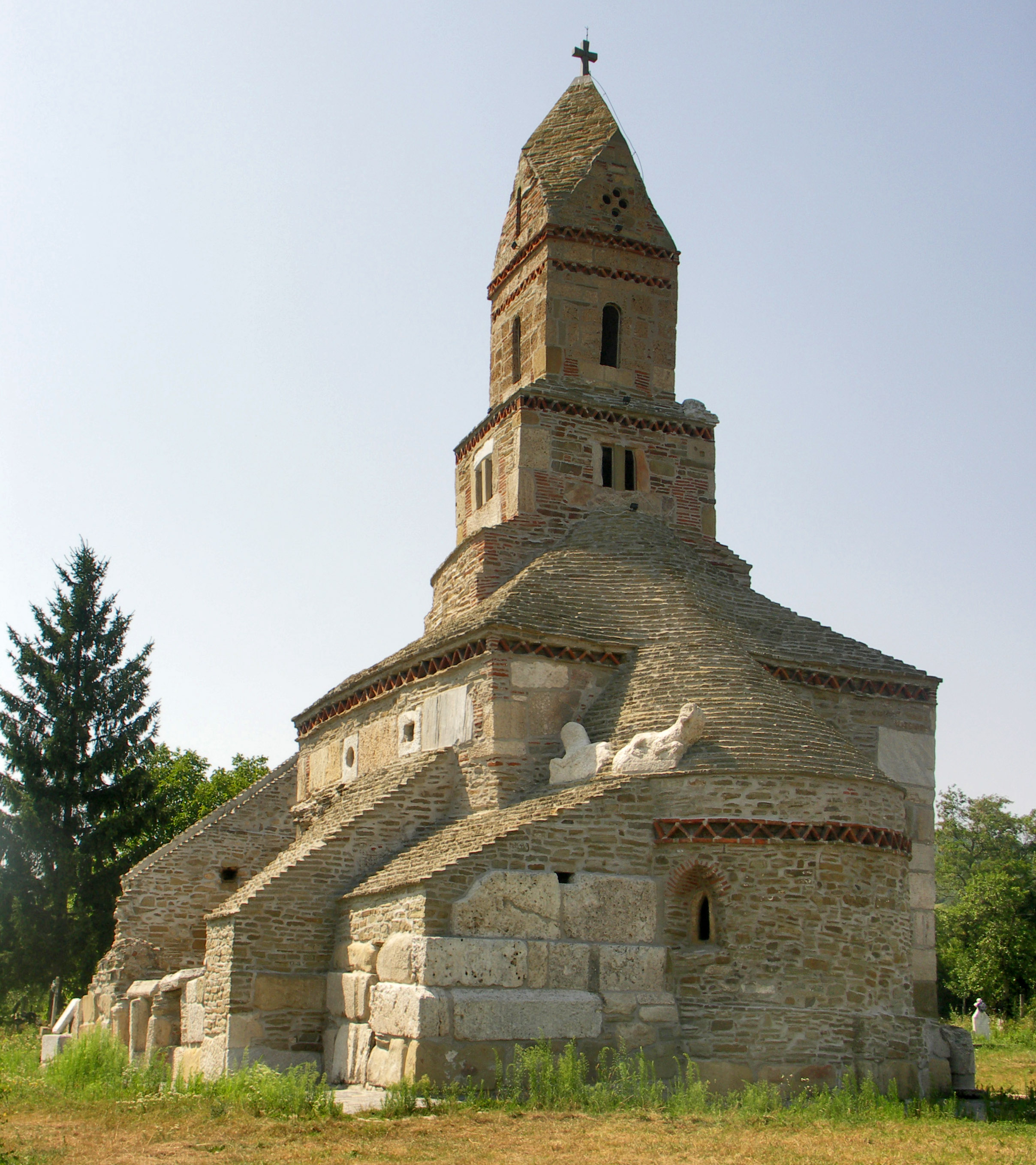
Biserica de piatră din Densuș, județul Hunedoara, cu altarul spre sud și cu hramul actual Sfântul Nicolae (Sân-Nicoară), construită înainte de 1280 pe amplasamentul unui sanctuar dacic din secolul al II-lea d.Hr.

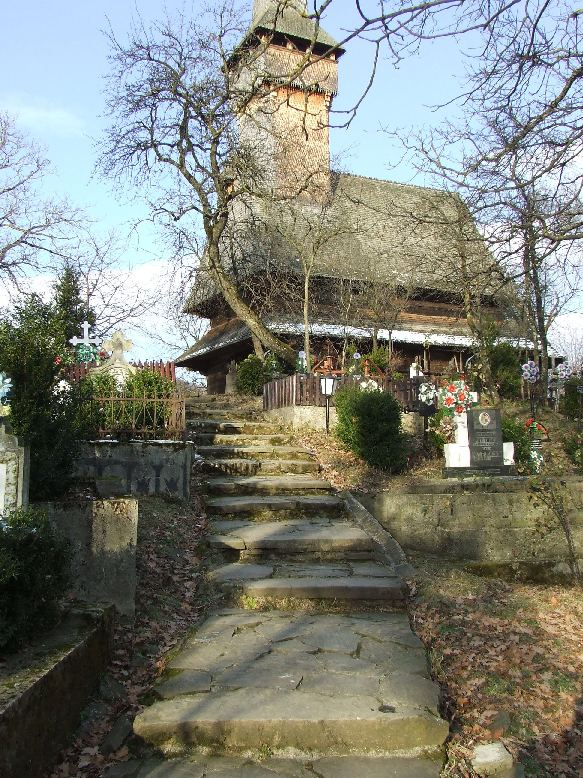
Biserica de lemn din Desești, județul Maramureș, construită în 1770, are hramul Sfânta Cuvioasă Paraschiva (14 Octombrie). Este pe lista Patrimoniului Mondial a UNESCO.

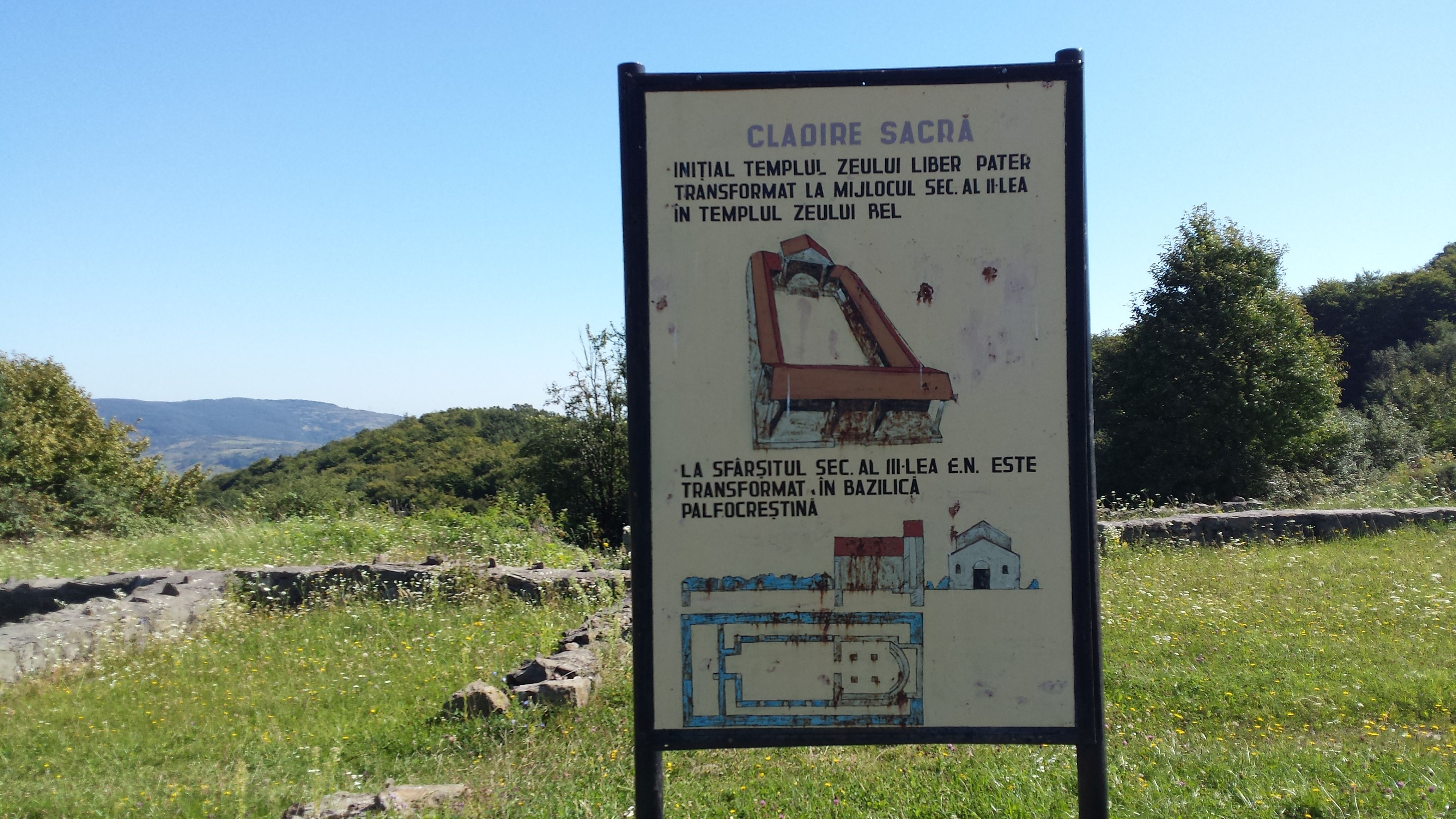
Ruinele unei biserici din secolul al III-lea la Porolissum (lângă Zalău)

Despre creștinarea protoromânilor există două puncte de vedere, unul religios ortodox, altul laic istoric. Primul dezvoltă teoria conform căreia creștinarea a fost foarte intensă pe toată aria de răspândire a protoromânilor de la bun începutul etnogenezei, făcând parte integrantă din constituirea și identitatea poporului român; al doilea afirmă că procesul de creștinare a fost mai treptat (sec. III-V la sud de Dunăre, sec. V-VIII la nord), etnogeneza integrând desigur elementele religioase, dar fiind în sine un proces cu precădere lingvistic, prin formarea limbii protoromâne și generalizarea ei printre dacii și tracii din Imperiul Roman. Ambele teorii folosesc argumente folclorice (fondul mitologic, tradiții și obiceiuri, dintre care multe sunt anterioare creștinării, dar au fost bine conservate după aceasta), etnografice (paralelisme și diferențe față de popoarele vecine), arheologice (bazilici, necropole), arhivistice (documentele și cronicile vremii) și istorice (dezvoltarea bisericii, limba liturgică, organizarea), interpretându-le fie în favoarea intensității vieții creștine încă de la începuturile formării poporului român pentru a demonstra că acesta a apărut în istorie în paralel și chiar prin simbioză cu creștinismul ortodox, fie pentru a sublinia o creștinare mai târzie, odată cu slavii, și o constituire a structurilor bisericești ale românilor în cadrul primelor state bulgare, în sec. VIII-IX, cu limba slavonă ca limbă liturgică, și sub obediența Patriarhiilor din sudul Dunării (Constantinopol, în alternanță cu Ipek și Ohrid în vestul țării și cu Târnovo în estul țării).
Cele mai bune argumente de care se folosesc istoricii sunt însă cele lingvistice. Cei mai mulți termeni din mediul bisericesc provin din limba latină: basilica (biserică), crux (cruce), ara (altar), presbyter (preot), angelus (înger), baptisare (botez), monumentum (mormânt), cantare (cântare), christianus (creștin), sanctus (sânt/sfânt), Domine Deus (Dumnezeu). Acest fapt demonstrează caracterul latin și occidental al creștinismului românesc. Cu toate acestea, există și cuvinte împrumutate din limba slavonă, cum ar fi Rusalija (Rusalii), duhu (duh) și jadu (iad). La slavi, pentru "a boteza" se folosește "a creștina", nu au cuvânt derivat din latinescul baptesium.
Mai cunoscută și mai puțin controversată (fiindcă este mai bine documentată) este creștinarea în masă și subită a goților de pe teritoriul actualei Românii în secolul al IV-lea sub influența episcopului Wulfila (sau Ulfila), un adept al doctrinei lui Arius. Sozomenos, istoricul bisericii bizantine (secolul al V-lea), a scris în lucrarea sa „Istoria bisericească” (I, 6, I), că în Dacia postromană, creștinismul a fost propovăduit atât printre goții migratori cât și la "cei care erau mai înainte vecini cu ei" 
Goții devenind arianiști, unul dintre ei, adept al ortodoxiei, anume Sava Gotul, a fost înecat în apa râului Buzău de soldații regelui got Athanaric, la 12 aprilie 372. Sfințit de biserica ortodoxă, moaștele sale au fost venerate și păstrate de Sfântul Vasile cel Mare din Cezareea Cappadociei. 
De îndată ce împăratul roman Galerius a proclamat libertatea de cult pentru creștinii din tot Imperiul Roman, în 311, cetatea Tomis (Constanța) singură, a devenit mitropolie, cu cel puțin 14 episcopate. Străvechiul Tomis s-a numit Constantiana după edictul de la Mediolanum din 313 care a confirmat libertatea de cult, în onoarea lui Constantin cel Mare, primul împărat roman creștin și fondatorul Constantinopolului (devenită la niște decenii după moartea sa capitală creștină).
Conform opiniilor unor istorici, o parte din așezările rupestre din zona Buzăului ( Aluniș și Nucu) pot fi datate, după analiza inscripțiilor, în secolele III-IV d. H., reprezentând o afirmare a creștinismului în stânga Dunării

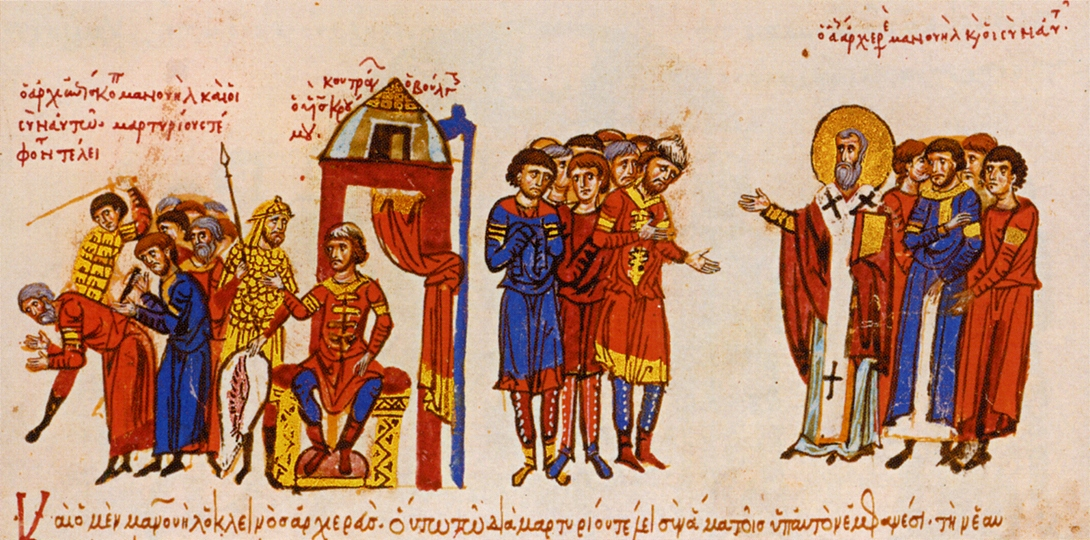
Omurtag poruncește bulgarilor uciderea creștinilor

Începând cu anul 814, slavii sudici au dezlănțuit persecutarea creștinilor, afectând probabil și spațiul creștin românesc Persecuția va înceta după creștinarea lor. Masacrarea creștinilor este descrisă în documentul "Menologium", atribuit împăratului Vasile al II-lea (secolele X-XI).
Creștinarea slavilor sudici odată cu populația romanică n-a fost completă decât după secolul al zecelea, cinci secole după forțarea liniei de apărare Constanța-Cernavodă (a „valului lui Traian" ) întărit cu toate fortificațiile limesului dunărean al Imperiului Bizantin.
Printre primele vestigii creștine autohtone din România (secolele IV-V) se remarcă urmele arheologice de la Mihălășeni, județul Botoșani, care conțin rămășițele lăcașului de cult creștin, mormintele creștine și inventarul de factură creștină din mormintele necropolei. Temelia lăcașului de cult era din lespezi de râu și formau un dreptunghi cu laturile de 8 și 7 metri. Vestigii arheologice asemănătoare au fost descoperite și la Nicolina - Iași, datate în aceeași epocă.
În secolul al XII-lea, etnogeneza poporului român, total creștinat de mai multe secole, este pe cale de desăvârșire, limba protoromână evoluând în patru ramuri:
- daco-româna, vorbită în bazinul Dunării de Jos,
- istroromâna, vorbită inițial în jurul munților Romanija Planina, Stari Vlah și Vlașina din centrul spațiului iugoslav,
- aromâna și meglenoromâna, vorbite în Macedonia și în teritoriile vecine ei din Serbia, Bulgaria, Albania și Grecia.

Prin migrații provocate, conform relatărilor cronicarului bizantin Ioannis Skylițes, de războaiele bulgaro-bizantine din sec. XI, sub domnia împăratului Vasile al II-lea Bulgaroctonul, populațiile de limbă istroromână se strămută în Peninsula Istria, de unde le vine și această denumire, dată de lingviști în sec. XIX. Slavii cunoșteau pe vlahi sub denumirea de morlaci sau morlahi, iar grecii de mavro-vlahi (de fapt vlahii de nord), iar o parte din populațiile aromâne ajung în Munții Pindului (cu comunități atestate până în Insulele Ioniene sau în Peloponez, cu localități ca Vlahata sau Vlahonița) ; alte migrații, de data asta spre nord, sunt la originea Vlahiei Morave din răsăritul actualei Cehia și a unor sate din sudul Poloniei ,. În secolele următoare, atât istroromânii, cât și moravo-românii, au trecut la catolicism și, treptat, la limbile slave dimprejur (au mai rămas, în jurul anului 2000, câteva zeci de locutori ai limbii istroromâne).
Pentru populațiile daco-române, limba liturgiei este cea limba slavonă (Cловѣньскъ), iar pentru cele aromâne și megleno-române, cea greacă bisericească (Ακολουθική Ελληνική). Până la sfârșitul secolului al IX-lea, limba oficială a bulgarilor era limba greacă. Abia alfabetul introdus de Chiril și Medodiu a ghidat slavii și bulgarii spre o cultură de expresie slavă În această perioadă, antica și actuala Tesalie, locuită de mulți aromâni, era denumită de cronicarii bizantini Megali Vlahia ("Vlahia Mare"), în timp ce "Româniile populare" de la nordul Dunării de Jos, locuite de daco-români, și vasale ale regatului ungar până la bătălia de la Posada (1330), erau numite de către cancelariile bizantine Ungro-Vlahia ("Vlahia dinspre Ungaria"), și păstorite de Patriarhia Constantinopolului prin horepiscopi (χωρεπισϰόποι: episcopi itineranți) iar ulterior prezbiteri trimiși de perihoreții (περιχωρήτες: "supraveghetorii marginilor" în grecește) de la Vicina. Când cnezatele dintre Carpați și Dunăre s-au unit pentru a forma voievodatul Țării Românești, episcopul Iachint de Vicina, probabil unul dintre perihoreți, a devenit primul "Mitropolit al Ungro-Vlahiei".

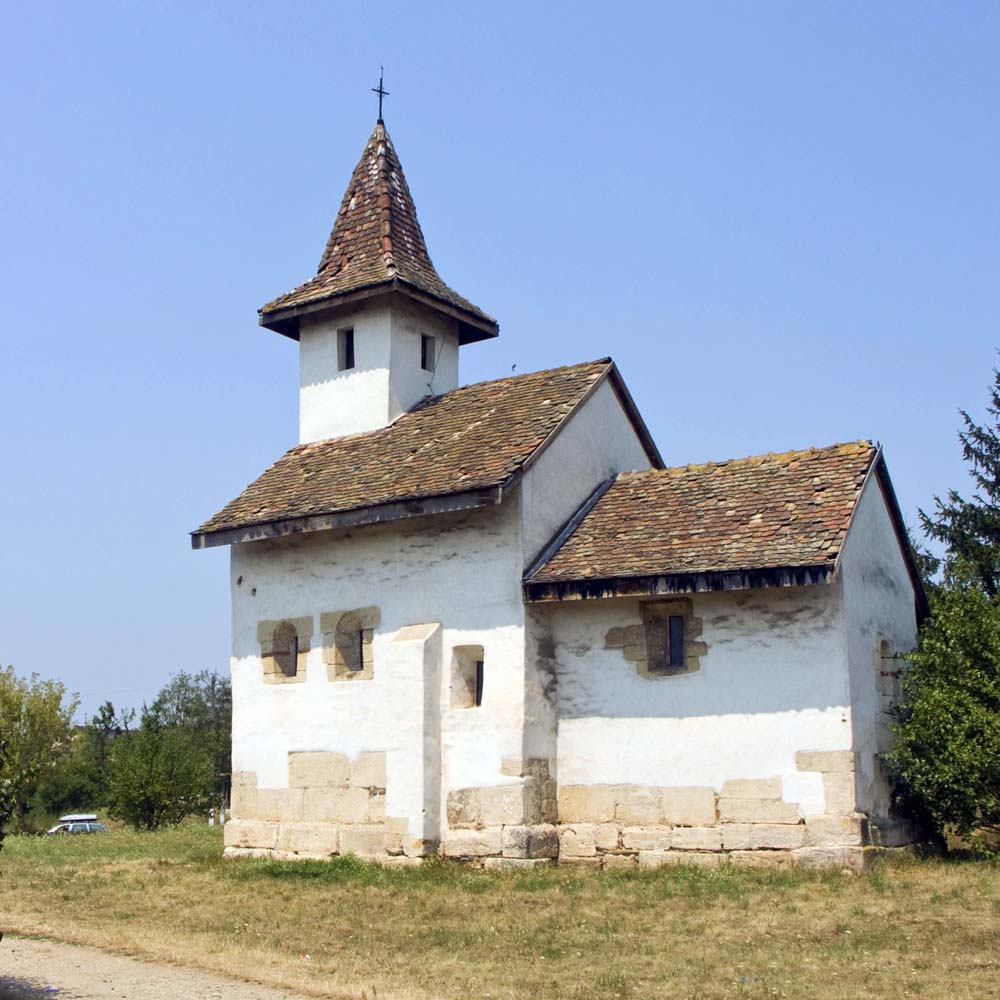
Biserica din Streisângeorgiu, județul Hunedoara, cu o inscriptie din 1313 și cu morminte din sec.XI-XII

Deoarece atât în Țaratul Vlaho-Bulgar din sec. XII-XIV, cât și în statele românești apărute în sec. al XIV-lea, autoritatea ortodoxă, precum și cea civilă, foloseau limba slavonă, diortisită din limba greacă, în Sfânta Liturghie precum și în actele oficiale ale statului, cele mai multe texte religioase erau învățate pe dinafară de preoții români ("vlahi") care nu înțelegeau slavona, sau care voiau să fie înțeleși de enoriașii lor. Astfel, numeroase etyma din această perioadă, cum este cuvântul boscorodire, reflectă situația unui bilingvism nu tocmai perfect. Cu toate acestea, traduceri românești de mare importanță lingvistică, în limba vie a timpului, cum sunt faimosul Codice Voronețean sunt și azi citite ca monumente de expresie românească, și citate, de exemplu de Constantin Noica, drept exemplu.
Filologul Ilie Gherghel, într-un studiu despre cuvantul "Vlach" a demonstrat că și denumirea cartierului Blachernae (Vlaherne în română) din Constantinopol vine de la vlahi, care au avut o colonie lângă capitală Biserica Sfânta Maria din Vlaherne (Blachernitissa) are de asemenea o conotație românească.
În textul medieval Vita Sancti Methodii se relatează că înaintea fraților Chiril și Metodiu, la slavii moravieni au venit misionari de la români (valahi), greci și nemți în anul 863
Totuși în jurul textului încă există controverse generate și de ipoteza că Moravia era de fapt amplasată pe Dunăre, lângă Belgrad.
Istoricul grec Lambros a găsit un document la Muntele Athos în care se afirma că moravii, sârbii, vlahii și slavii din Iliria au fost botezați în timpul împăratului Mihail al III-lea în anul 867.
Chiril și Metodiu au avut mai mulți discipoli în secolul al IX-lea, dintre care doi au propovăduit creștinismul în rândul slavilor  rămași printre românii deja creștini din Țările Române: Jandov în Dacia (probabil Transilvania) și Moznopan în Alpibus Vallachicis (probabil Valahia Transalpina)
Împăratul Vasile al II-lea a reorganizat la începutul sec. al XI-lea patriarhia de Ohrida, iar printre biserici apare și una bănățeană, identificată cu Tibiscum
Într-o listă episcopală care datează din timpul domniei împăratului Alexius I Comnenul este menționată o episcopie a valahilor supusă arhiepiscopului de Ohrida (pe locul 23) iar într-o altă listă episcopală, care datează de la sfârșitul secolului al XI-lea, se precizează că episcopia valahilor avea reședința la Vreanoti (orasul Vranje din Serbia de astăzi)

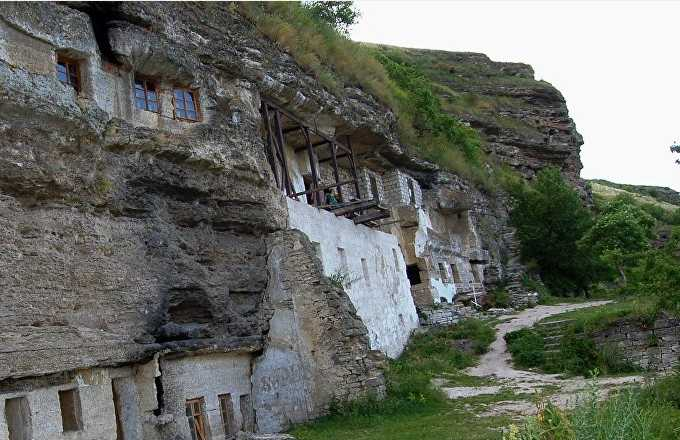
Chiliile de piatră ale mănăstirii Țîpova de pe malul Nistrului (sec. XI)

Existența unor biserici rupestre medievale timpurii în spațiul pruto-nistrean este consemnată de împăratul bizantin Constantin al VII-lea Porfirogenet care, la mijlocul secolului al X-lea, menționa că „pe partea aceasta a râului Nistru (râu identificat de istoricul Gheorghe Postică) se observă unele urme de biserici și cruci, săpate în gresie”. Textul complet: „...Dincoace de fluviul Nipru, înspre partea Bulgariei, lângă malurile fluviului, există cetăți părăsite: prima este cetatea numită de pecenegi Aspron (=Albă), deoarece pietrele sale par albe; a doua cetate se numește Tungate, a treia Cracnacate, a patra Salmacate, a cincea Sacarate și a șasea Gieucate. În clădirile acestor cetăți vechi se găsesc urme de biserici, cruci tăiate și piatră poroasă; de aceea unii cred că romanii au avut cândva locuințe în locurile acelea.”

## Istoria bisericii ortodoxe în țările române și „Bizanțul de după Bizanț”

Omiliarul (sec.XI-XII). Cel mai vechi manuscris bisericesc păstrat la Prima școală românească din Brașov, care se află în interiorul curții Bisericii Sfântul Nicolae din cartierul istoric Șcheii Brașovului

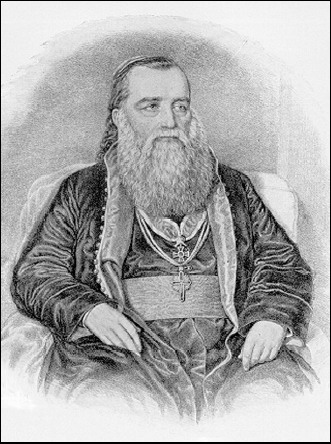
Andrei Șaguna (1809-1873) : baron, mitropolit, întemeietor al învățământului universitar ortodox din Transilvania, membru al Senatului Imperial din Viena, deputat în Dieta Transilvaniei, membru de onoare al Academiei Române, și președinte de onoare al Societății Transilvania din București.

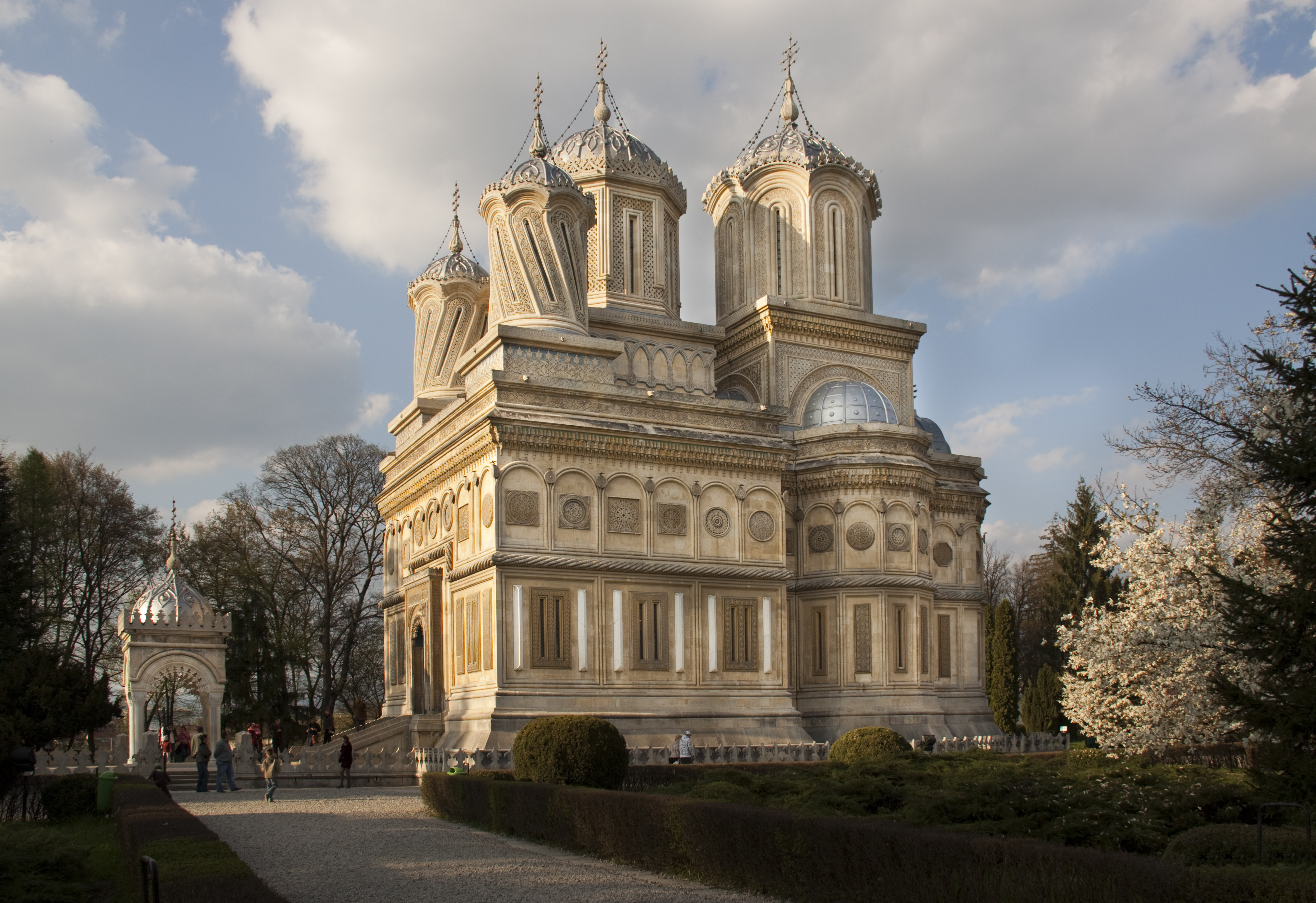
Biserica mănăstirii Curtea de Argeș.

Primele biserici creștine, au fost descoperite prin săpături arheologice, atât în Dobrogea (Tomis, Dinogetia, Niculitel), cât și în alte părți ale țării, la Sucidava (secolele IV-VI), lângă Celei-Oltenia și la Morisena (lângă Cenad).
Bazilica descoperită în colțul de nord al cetății Capidava (Jud. Constanța) aparține primei jumătăți a secolului al VI-lea d.Hr., arătând influențe ale arhitecturii religioase din spațiul siro-palestinian. După retragerea romano-bizantină din Dobrogea (circa 600), biserica a fost reclădită de bizantini în secolul al X-lea. Incendiul provocat de pecenegi în 1036 a dus la abandonarea definitivă a Capidavei. Bazilica se suprapune peste ruinele unei bazilici mai mici din sec. al IV-lea.
Din secolul al IX-lea datează bisericuțele săpate în masivul de cretă de la Basarabi-Murfatlar. Bisericuțele au fost descoperite în 1957 și conțin multe inscripții cu litere chirilice, grecești și rune turcești. Există și o inscripție cu numele românesc Petre. Printre desene se remarcă dragoni și nave de-ale varegilor (vikingilor), ceea ce confirmă prezența varegilor în Dobrogea, ocazionată de expediția lor împotriva Constantinopolului dar și de escalele lor în diferite localități dobrogene pe drumul "de la varegi la greci"
Din aceleași timpuri se mai cunosc bisericuța (sec.IV-XII) din fosta cetate romano-bizantină Dinogetia (azi satul Garvăn-Tulcea) și biserica de la Cetățuia (lângă Niculițel-Tulcea), cea mai veche biserică cu plan treflat descoperită la noi (sec. XI-XII).
Printre cele mai vechi biserici din România din preajma anului 1000 este considerată biserica ortodoxă bizantină de la Alba Iulia fondată în 950 de Geula (Iula sau Gyula, lider peceneg, ungur sau localnic) în care a slujit Ierotei, primul episcop al Transilvaniei Documentele istorice bizantine arată că Ierotei a fost primul episcop al Turkiei; dar conform Institutului de istorie al Academiei Ungariei, Turkia din documentele bizantine era chiar Transilvania, definită de râurile Criș, Mureș, Timiș, iar în vest de Tisa  Episcopia Transilvaniei a fost creată de Geula/Iula pentru mulțimea de credincioși români și slavi
.
La fel de veche este biserica mănăstirii bizantine fondată de Ahtum la Morisena (lângă Cenad), după botezarea acestuia după ritul bizantin, în anul 1002  A doua mănăstire a lui Ahtum, numită și Ahtunmonostur, a fost ridicată la finele veacului al X-lea ori în primii ani ai secolului al XI-lea. Ruinele se văd la 10 km sud-vest de Pecica, Arad
După moartea lui Ahtum, Chanadinus a construit în sec. al XI-lea biserica mănăstirii bizantine de la Oroslanos.
Împăratul Vasile al II-lea Bulgaroctonul reorganizează, în anul 1019, patriarhia de Ohrida, iar printre eparhii apare și cea identificată cu Tibiscum (ruinele bisericii se văd și astăzi în satul Jupa, în județul Timiș).
Din sec al XIII-lea s-au păstrat o biserică la Densuș (1280) construită din piatră și cărămidă, cu formă dreptunghiulară, pe locul unui sanctuar daco-roman, despărțită în pronaos, naos și absida altarului și două resturi de bisericuțe, la Turnu Severin.
La Gurasada, județul Hunedoara, există o biserică zidită din piatră, finalizată în secolul al XIII-lea, cu hramul „Arhanghelul Mihail” dar începută în secolele X-XI .
La Streisângiorgiu în județul Hunedoara există o biserică de piatră construită prin 1313 pe locul unei biserici de lemn datate 1130-1140.
La Vasileu (localitate la 30 km nord de Cernăuți, pe malul Nistrului), există ruinele unei biserici cu fundația de piatră din sec. al XII-lea Piatra de mormânt a ctitorului conține semne și simboluri funerare vikinge. Eugen Lozovan comentează că monumentele din această zonă ar avea amprenta varegilor.
În veacul al XIV-lea, în vatra orașului Cetatea Albă de pe Nistru funcționau o mănăstire franciscană, două biserici ortodoxe și o biserică a armenilor.
În satul Vad, comuna Sântămăria Orlea (jud. Hunedoara) se află ruinele unei biserici din sec. al XIV-lea suprapusă pe alte două biserici de lemn 
În 1384 a fost construită Biserica ortodoxă Sfântul Nicolae din Râșnov.
Organizația bisericească din țările române, situate inițial în aria eparhiilor din Severin și Vicina (iar, pentru catolici, în cea a arhiepiscopiilor din Esztergom și Kalocsa), a căpătat forme noi odată cu întemeierea principatelor Țării Românești și Moldovei, ai căror voievozi au ținut să aibă, în statele lor, Mitropolii proprii. Astfel, au fost înființate, sub oblăduirea Patriahrilor din Ipek (Peci) și Constantinopol, Mitropoliile Ungrovlahiei în 1359 și Sucevei și Moldovei în 1401. Această organizare a evoluat în decursul timpului, ajungând la autocefalie în 1872, dar în tot decursul existenței principatelor, a încadrat viața parohiilor, mânăstirilor și credincioșilor, fiind un element puternic al societății medievale, cu o mare influență atât spirituală și culturală (prin preoți, călugări, cărturari de renume, prin monumentele ridicate, prin dăscălitul enoriașilor și îngrijirea bolnavilor), cât și economică și politică (prin moșiile foarte întinse dăruite de voievozi, bogăția multor mânăstiri, legăturile cu Constantinopolul și Muntele Athos, închinarea mânăstirilor românești către cele athonite, implicarea ierarhiei religioase în luptele politice). 

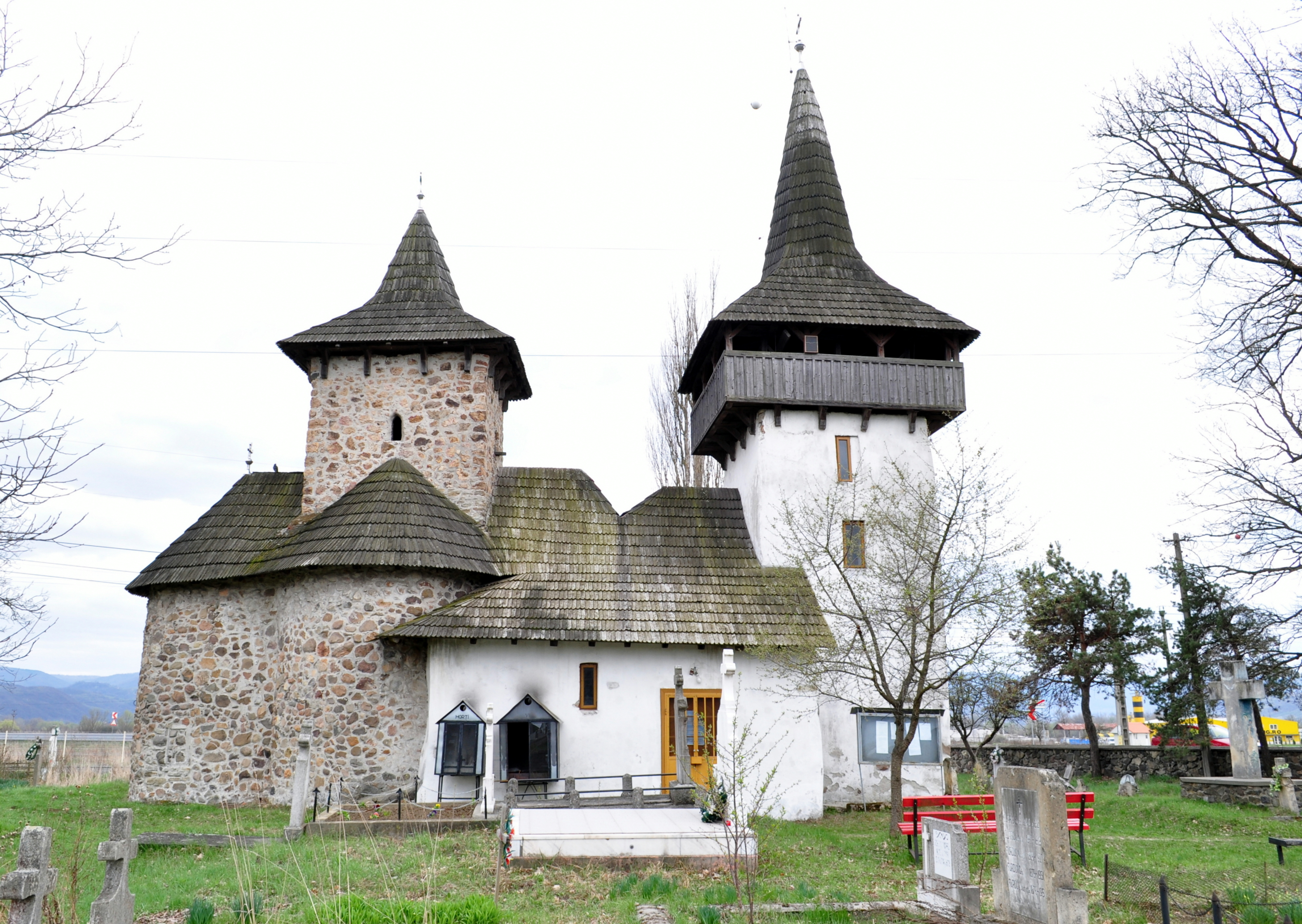
Biserica de zid cu hramul „Arhanghelul Mihail” din Gurasada, comuna Gurasada, județul Hunedoara din secolul XIII

Procesul de evoluție al organizării bisericești n-a fost însă unul simplu sau lipsit de conflicte, situația de provincie ecleziastică bizantină a bisericilor din teritoriile românești fiind însoțită, alături de avantajele certe oferite, și de unele efecte mai puțin benefice locuitorilor: impunerea în scaunele mitropolitane locale, ca și în toată ierarhia bisericească din provinciile ecleziastice, de patriarhatul ecumenic de la Constantinopol, a unor străini – adică a unor ierarhi greci și încă nu a oricărui fel de greci, ci doar a unor greci din Fanar (cartier constantinopolitan în care se afla și se mai află încă Patriarhia ecumenică) – a produs în mod vădit fricțiuni între domnii Moldovei (administrația seculară) și patriarhatul ecumenic de la Constantinopol, când la indicațiile domnului Moldovei, au fost hirotoniți la finele secolului al XIV-lea, pentru prima oară, o serie de etnici români (moldoveni). Unul dintre aceștia, Iosif, va deveni primul etnic român suit pe scaunul mitropolitan al Moldovei, și de altfel primul mitropolit etnic român din toate teritoriile românești. Inițiativa domnului moldovean al vremii (Roman Mușat) și menținerea ei de către succesorul lui imediat (Alexandru cel Bun) se înscrie de altfel într-o tendință mai largă de apropriere graduală a instituției bisericești de autohtoni și, astfel, de respingere a imperialismului etnico-religios grecesc, întrucât ea avea loc în același timp și în regiunile aflate la nordul Moldovei. Escaladarea crizei survine atunci când Patriarhia ecumenică de la Contantinpol încearcă, cu doar câteva decenii înaintea aneantizării Imperiului Bizantin de către sultanul Mehmet al II-lea, să impună un ierarh grec pe scaunul mitropolitan, gest refuzat ferm de moldoveni, fapt care provoacă în 1394 aruncarea anatemei de către Patriarhia ecumenică de la Constantinopol peste întreaga Moldovă: "domn, ierarh, boieri, preoți și credincioși." Până în 1401, întreaga populație a Moldovei mai era încă anatemizată, de la această dată încolo grecii luând decizia să păstreze afurisenia doar asupra boierilor și celor doi ierarhi moldoveni, numiți de domnitor. În anul următor, anatema va fi ridicată complet de patriarhul ecumenic, Iosif fiind și el recunoscut în funcția de mitropolit, însă acest gest este contestat de alți ierarhi fanarioți, fapt care va duce chiar la înlăturarea temporară a patriarhului ecumenic Matei, care se arătase înțelegător cu dorințele credincioșilor moldoveni, înțelegând fără îndoială atât inevitabilitatea tendinței istorice de apropriere a instituției bisericii de către populațiile din incipientele state ortodoxe, cât și riscurile unei intransigențe: exista propaganda catolică și astfel posibilitatea pierderii unei țări de la religia ortodoxă, după cum exista și amenințarea otomană, care îi incita pe bizantinii mai lucizi la compromis pentru păstrarea unei solidarități politice și unități ortodoxe.

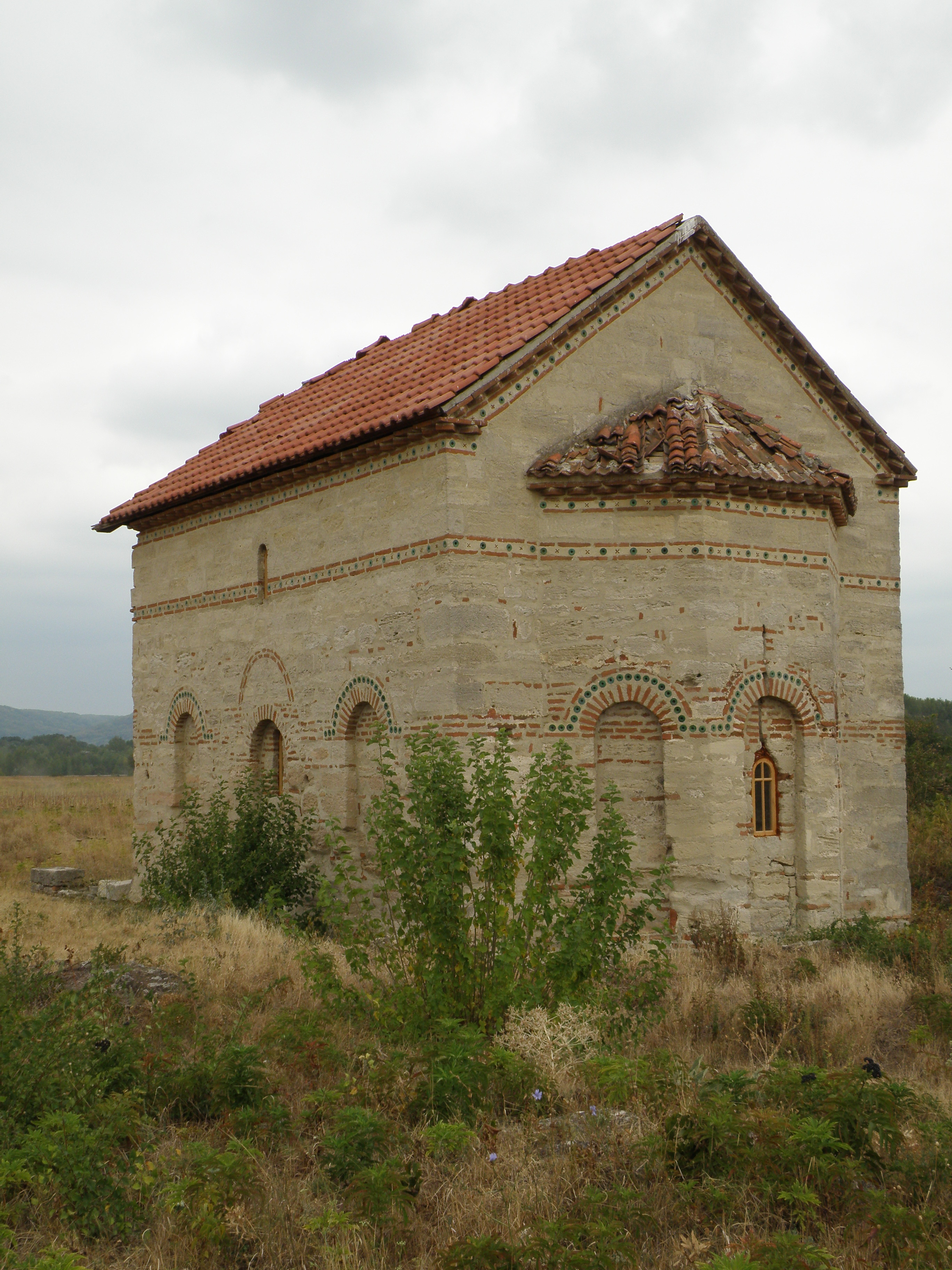
Biserica mănăstirii Coroglași, ridicată de Mircea cel Bătrân în Timoc

Omiliarul descoperit la Brașov vine să atragă atenția că viața creștină pe aceste meleaguri exista și în veacurile XI și XII, când se scria această carte de învâțătură. Omiliarul se află în interiorul curții Bisericii Sfântul Nicolae din cartierul istoric Șcheii Brașovului la muzeul Prima școală românească. Bula papală din 15 decembrie 1399, a lui Bonifaciu al IX-lea, confirmă pe deplin viața creștină în Șcheii Brașovului, unde la acea dată biserica deservea nu numai pe români, ci și pe grecii și bulgarii aflați aici. Textul omiliarului este scris în limba slavă, cuprinzând fragmente din Omiliile lui Ioan Gură de Aur, copiat pe pergament în grafie uncială cu elemente de semiuncială, pe două coloane, cu cerneală neagră. La Prima școală românească din Șcheii Brașovului au activat ca dascali: Gheorghe gramaticul, cunoscut in documentele oficiale ale Brasovului intre anii 1480-1506; dascalul Dobre ("Dobro Scolasticul") și un alt Gheorghe gramaticul intre anii 1531 -1537. In aceeași perioadă gramaticul Radu insotește pe popa Coman din Schei la curtea lui Vlad Călugarul (1481-1484) și un alt Radu gramatic in anul 1541 se găsea la curtea lui Radu Paisie al Tarii Românești ; gramaticul Oprea, între anii 1536 și 1542 conduce mai multe solii la curtea lui Radu Paisie; gramaticul Nan la Mircea Ciobanul; gramaticul Costea la acelasi domn, apoi Stoica Dobromir și dascălii Stoican și Stanislav la Vlad Înecatul, dascălul Sava la Alexandru Lăpușneanul. Aceștia sunt doar câțiva dintre dascălii acestei scoli, cunoscuți exclusiv din documentele germane oficiale ale Brasovului, care consemnau doar misiunea lor diplomatica, indeplinita in favoarea Cetății Brașovului.
După căderea Constantinopolului sub turci în anul 1453, tradiția bizantină a putut fi păstrată datorită refugiului la nord de Dunăre a numeroase familii și figuri bisericești de acolo. Familiile fanariote care au dat domni „ nepământeni ” Munteniei și Moldovei (după domnitorul și martirul Constantin Brâncoveanu) au contribuit și ele, în tradiția românească, la înzestrarea "Sfântului Munte" Athos, deși într-o mai mică măsură decât cei pământeni care i au precedat. Această conștiință a unei unități spirituale, istorice și culturale cu Bizanțul a făcut și să se acorde de către domnitorii celor două țări românești libere sau autonome (Muntenia și Moldova), stipendii mai mult decât generoase tuturor lăcașelor ortodoxe aflate sub dominație musulmană: mânăstiri din Moesia, cele din Rila, din Athos ori Meteore, mânăstirea Sumela din țara Trebizondei, mânăstiri din Palestina, Sinai, șiria, nordul Egiptului ș.a.m.d. Aceste stipendii aveau forme extrem de variate : manuscrise și tipărituri în limbile acelor țări, obiecte de cult, meșteri constructori, sume mari de bani, uzufructul unor moșii din nordul Dunării... Sprijinul românesc a fost esențial pentru supraviețuirea acestor focare de credință și cultură. Iar rezultatele mecenatului românesc pot fi văzute și astăzi, de la steaua de argint de la Betleem (stil românesc, în 8 colțuri) la zidurile mânăstirilor din Athos ridicate pe cheltuiala românilor.

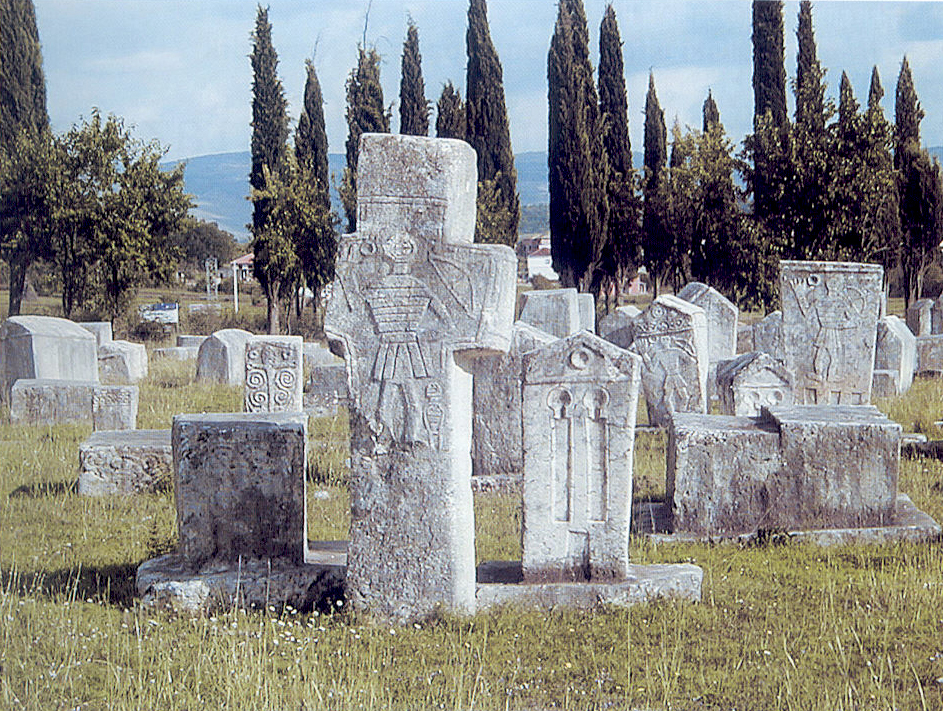
Monumentele funerare ale vlahilor/românilor din Bosnia (Radimlja) din secolele XII-XIV

De asemenea, au fost realizate și în țară nu numai monumente de arhitectură, ci de asemenea monumente literare. Renumita Biblie a lui Șerban, prima traducere completă a Bibliei în limba română publicată în 1688 în timpul domniei lui Șerban Cantacuzino (1678-1688 în Țara Românească) este o operă matură și somptuoasă. Biblia de la București nu ar fi putut apare fără o mulțime de traduceri parțiale, și probabil de cele mai multe ori necunoscute sau anonime.
Românii/vlahii din Bosnia și Muntenegru au lăsat ca o mărturisire a creștinismului, numeroase monumente funerare din piatră, în secolele XII-XIV, (stecak, stecci în limba slavilor). Pe monumente se văd gravate figuri de aromâni cu fustanela tradițională.

## Istoria creștinismului în Transilvania

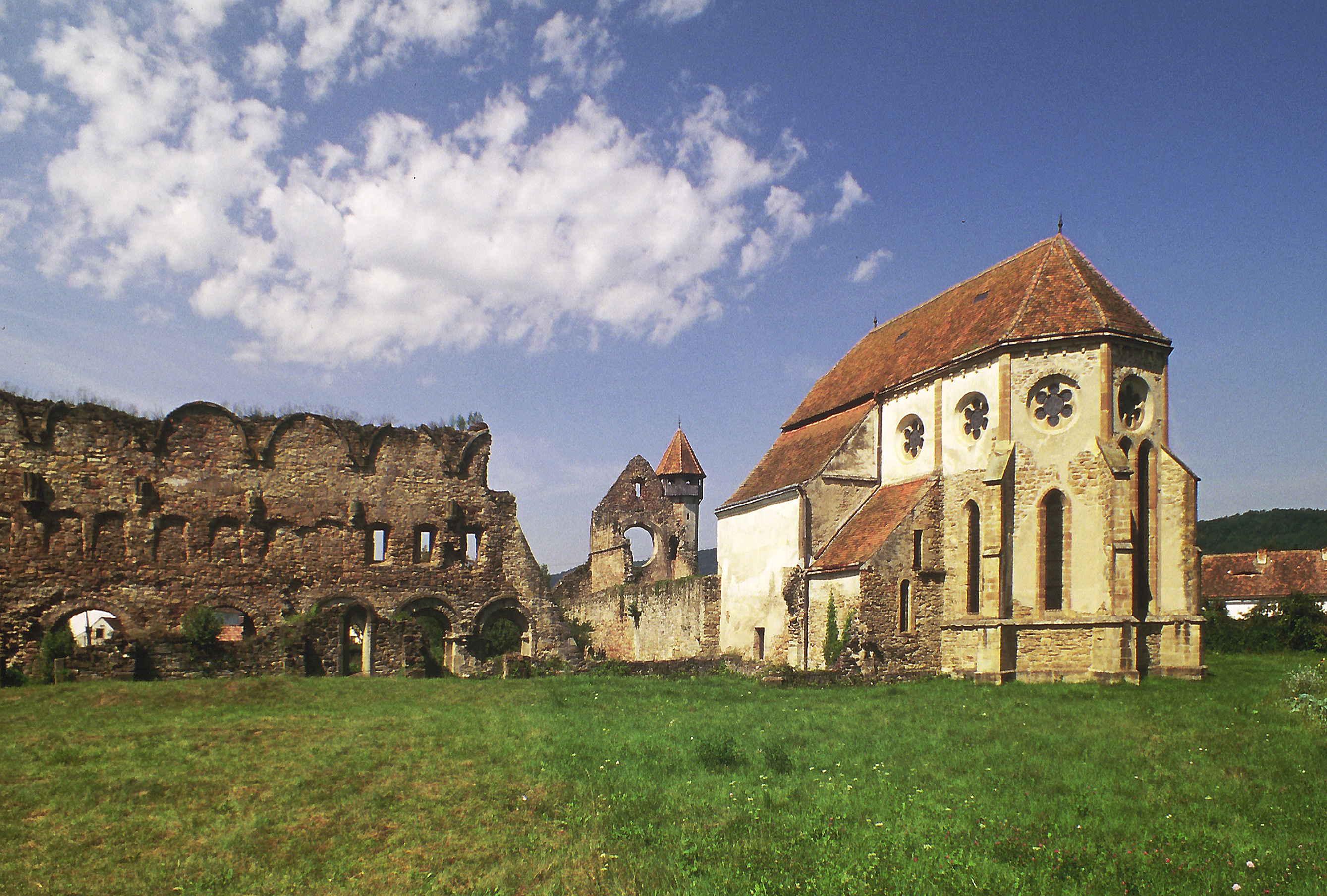
Ruine și o capelă a vechii abații cisterciene de la Cârța

În 1179, la Igriș, Timiș, a fost construită prima mănăstire a călugărilor cistercieni (benedictini – ordin fondat în Franța), de pe teritoriul actual al României. A fost distrusă de invazia tătarilor și de răscoala cumanilor sedentarizați în Ungaria. Pe locul mănăstirii s-a construit noua primărie și o biserică ortodoxă. Călugării abației din Igriș au zidit apoi, în 1202, abația cisterciană de la Cârța, din actualul județ Sibiu, aflată azi în ruină. Inițial s-au ridicat clădiri din lemn, în anii 1205-1206, apoi o capelă din piatră, ridicată până în anul 1215, iar zidurile, oratoriul din piatră, alte capele, spațiile de locuit au fost adăugate începând cu anul 1230, lucrările fiind întrerupte de marea invazie tătară din 1241. Pe la 1300 se pare că ar fi fost terminată și biserica. Abația a fost desființată la ordinul regelui Matia Corvin, la data de 27 februarie 1474. În prezent, o capelă a vechii mănăstiri este folosită de comunitatea evanghelică săsească.
În anul 1183 a fost atestată abația cu hramul Sfintei Fecioare Maria din satul Frumușeni, Arad. Mănăstirea, cunoscută și cu numele Bizere a funcționat ca lăcaș benedictin, aflat sub patronaj regal. Abația controla transportul de sare pe râul Mureș. În secolul al XIII-lea mănăstirea, cu 23 de călugari, avea un venit anual de 4.000 de bolovani de sare.
La început, lăcașul a fost de rit ortodox (printre primele biserici ortodoxe sau bizantine din spațiul locuit de români), apoi a fost preluat de catolici, iar până la sfârșitul secolului XVI a fost mănăstire benedictină. Mănăstirea a cunoscut o decădere constantă din secolul al XIV-lea, iar din anul 1557, după invazia turcească în părțile Aradului și din cauza Reformei religioase, mănăstirea a fost părăsită.

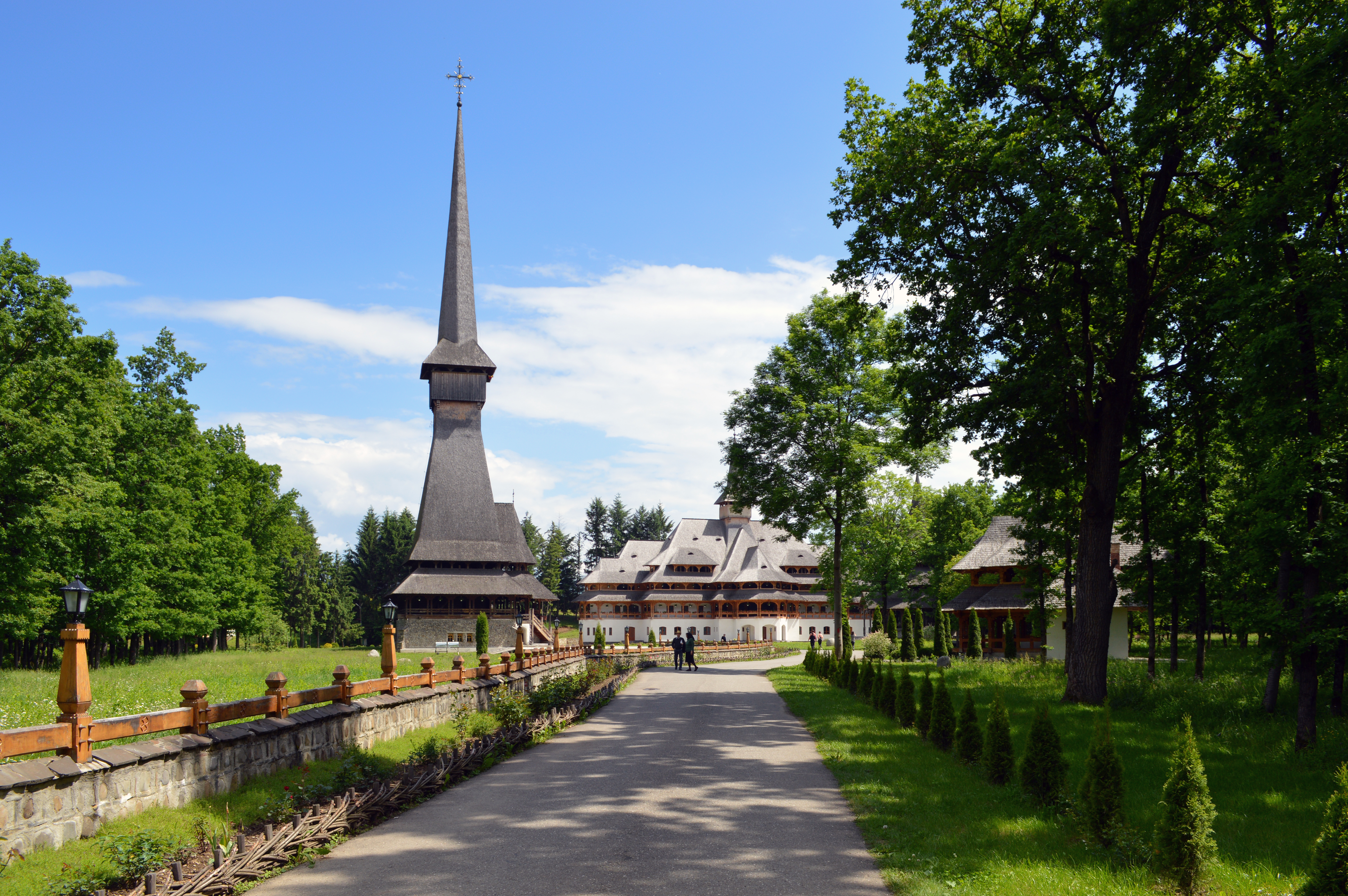
Biserica de lemn a Mănăstirii Săpânța-Peri, replica modernă a bisericii inițiale

În anul 1391 boierul Drag, fratele lui Dragoș Vodă domnitorul Moldovei, a călătorit din Maramureș până la Constantinopol, cu scopul de a obține, de la patriarhul ecumenic, pentru Mănăstirea Peri din Maramureș (astăzi satul Grușevo/Ucraina), statutul de stavropighie a Patriarhiei Ecumenice și de Episcopie Ortodoxă pentru românii din Maramureș și din nord-vestul Transilvaniei. Cererea lui Drag se datora faptului că Haliciul (Galiția), care avea autoritate asupra ortodocșilor din Maramureș și Moldova, a fost anexat de către regele Cazimir al III-lea al Poloniei în 1349. La data de 13 august 1391, Drag primește de la Patriarhul Antonie al IV-lea al Constantinopolei, Gramata de ridicare a Mănăstirii de la Peri din Maramureș la rangul de Stavropighie patriarhală,
Gramata instituie, în esență, următoarele: Mănăstirea Peri (azi urmașă este Mănăstirea Săpânța-Peri) trece în proprietatea Patriarhiei de la Constantinopol prin donație, iar teritoriul de sub autoritatea Stavropighiei patriarhale maramureșene, în afară de Maramureș, era: Sălajul, Medieșul (adică Satu Mare), Ugocea și Bârjaba (din Ucraina de azi), Ciceul, Ungurașul și Almașul (adică Bihorul). Constantinopolul a căzut sub stăpânire otomană în 1453 și nu mai putea oferi protecție stavropighiilor proprii. Mănăstirea Peri este atacată în mod repetat de cete înarmate trimise de episcopul ortodox de la Munkàcs (unde fusese înființată o Episcopie Ortodoxă ruteană), este jefuită și incendiată, pierzându-se astfel multe documente, cărți de slujbă și manuscrise extrem de prețioase. După aproximativ o sută de ani, cele două instituții bisericești ajung la judecata regelui maghiar Ladislau al II-lea, în problema dreptului de colectare a dărilor bisericești, iar sentința regală a favorizat Episcopia de la Munkàcs  La Mănăstirea Peri a funcționat într-un sens mai extins al termenului, o școală teologică, au existat cărturari care au avut capacitatea de a traduce din greaca veche în latină. Aici au fost receptate ideile religios-reformiste ale lui Jan Hus, ceea ce a condus la realizarea primelor traduceri în limba română, în deceniu al patrulea al sec. al XV-lea și la punerea bazelor limbii naționale. După N. Iorga, manuscrisele supranumite „texte maramureșene” sau „texte rotacizante”, sunt copii după originalele pierdute provenind din Maramureș, intitulate după locul în care au fost descoperite sau după numele donatorilor: Codicele voronețean, Psaltirea Scheiană, Psaltirea Voronețeană, Psaltirea Hurmuzaki. Toate aceste texte, copiile nu originalul, judecând după data fabricării hârtiei pe care au fost copiate, sunt datate ca fiind realizate în prima jumătate a sec. al XVI-lea.

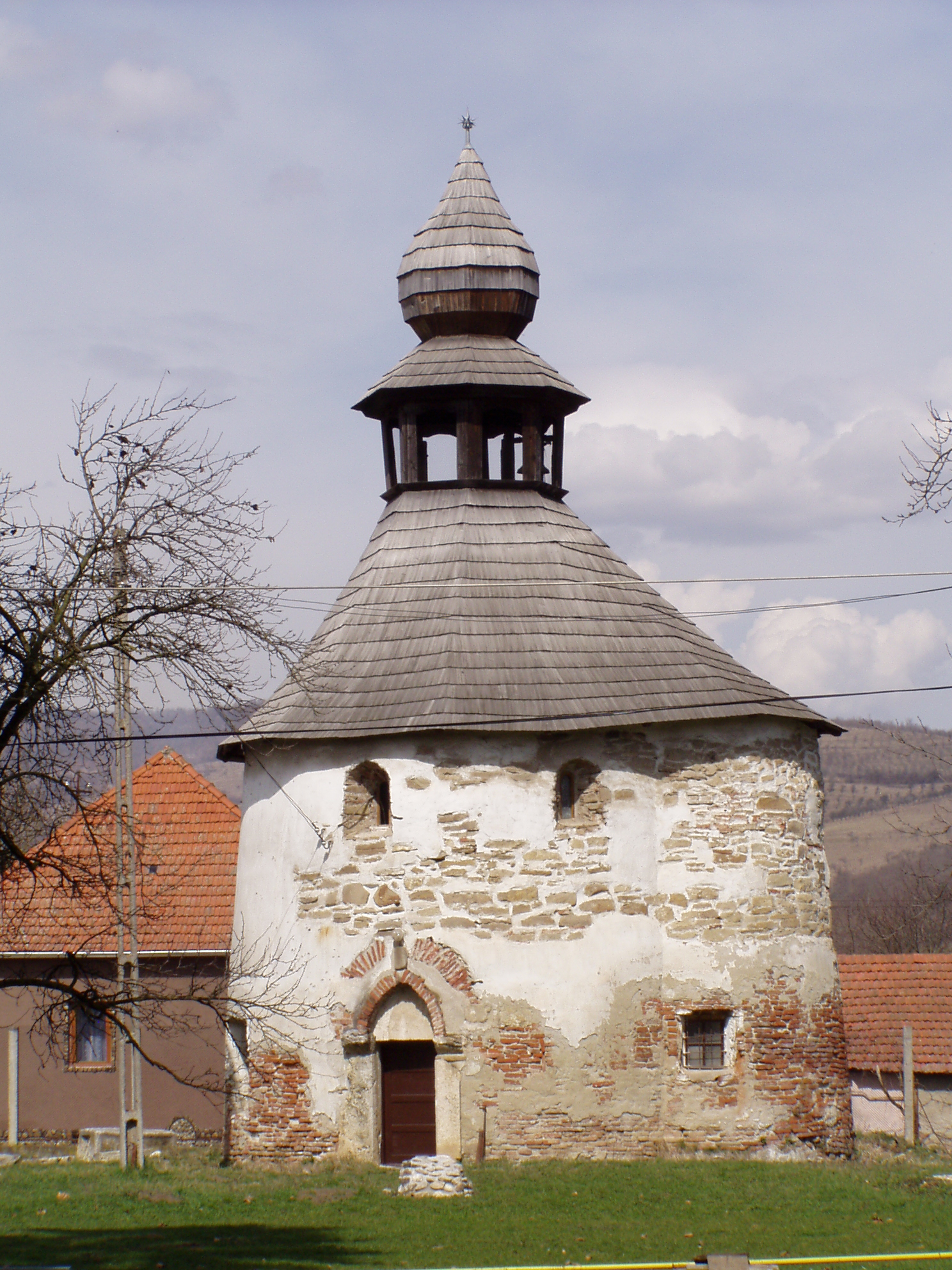
Biserica „Rotonda” din Geoagiu, secolul al XI-lea

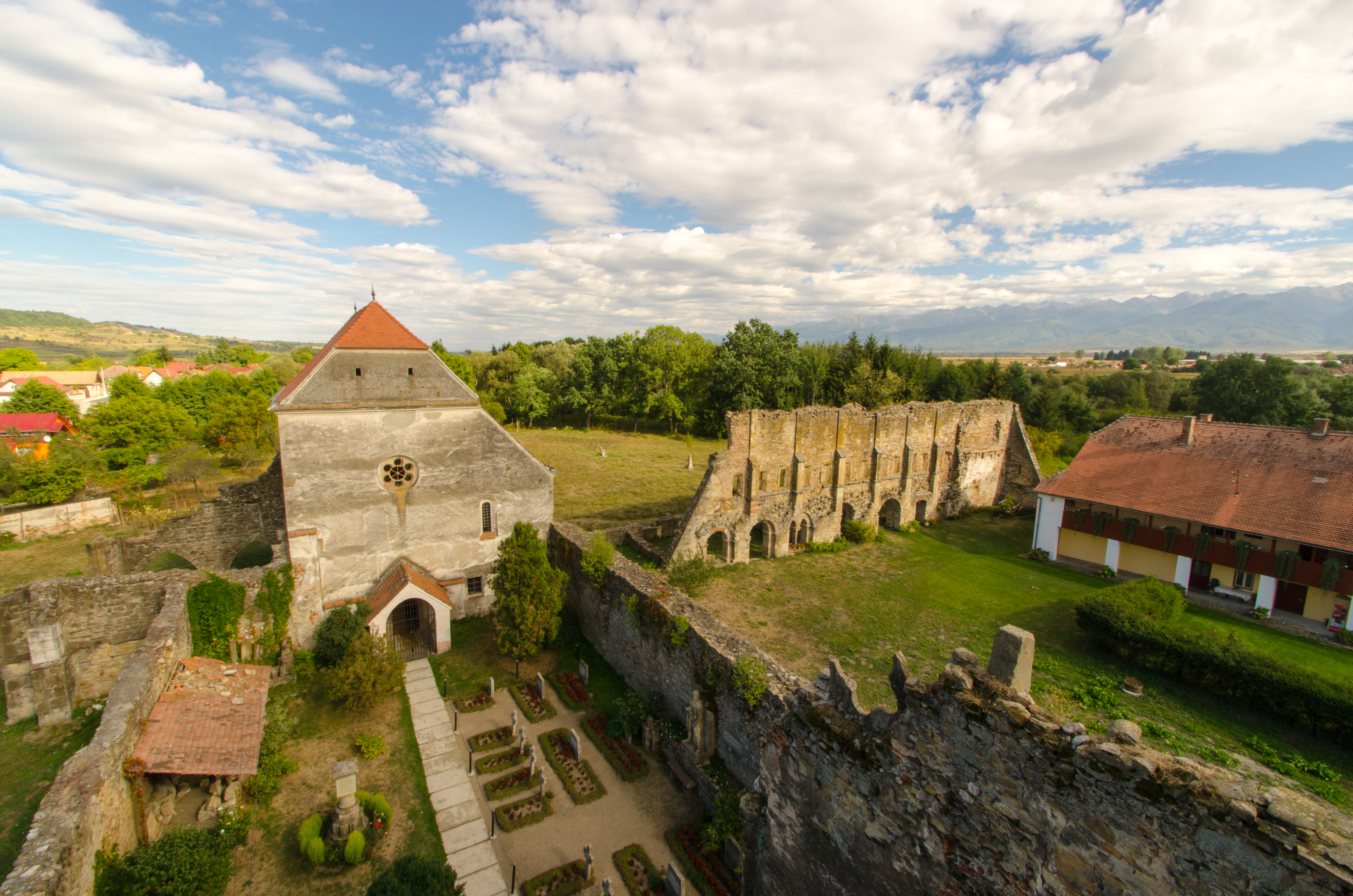
Ruinele mănăstirii din Cârța, secolul al XII-lea

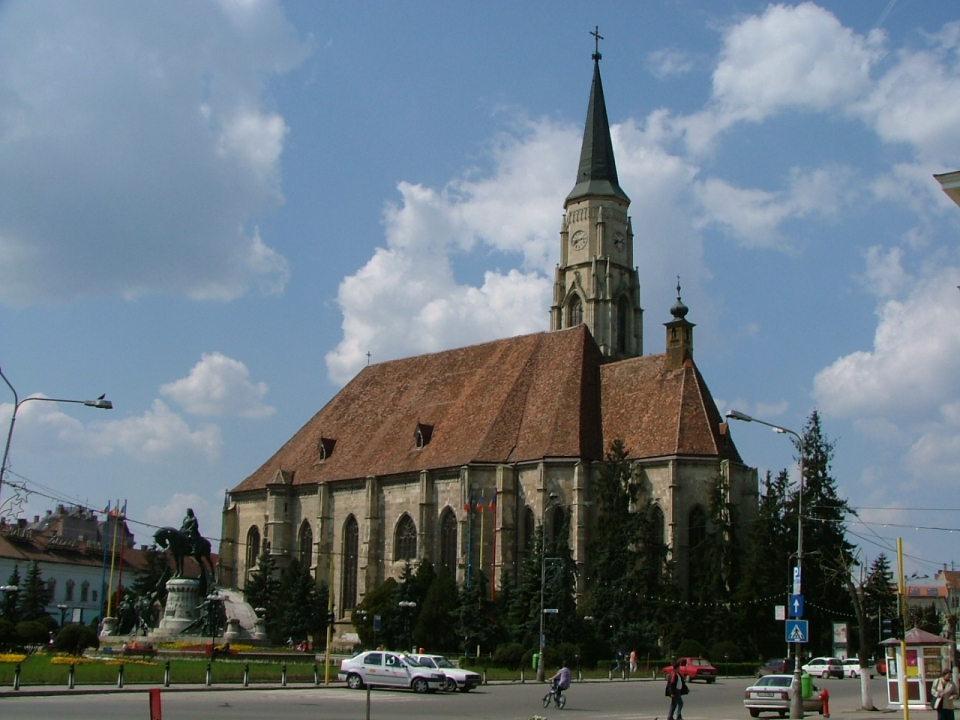
Biserica romano-catolică Sfântul Mihail din Cluj.

La Geoagiu există o biserică alcătuită dintr-o navă circulară cu diametrul interior de 5,5 m, și cu o absidă semicirculară lungă de 2 m care are o deschidere înspre navă de 3 m. Lungimea construcției pe direcția E - V este de 7 m în interior și de 9 m în exterior. Materialul folosit la ridicarea rotondei a fost cărămida romană și piatra de râu, prezentă mai mult în părțile superioare ale bisericii. Intrarea în rotondă se face prin partea de SV, printr-un portal introdus în zidărie într-o fază mai târzie.
Printre structurile eccleziale ala bisericii ortodoxe române, înainte de constituirea ei ca entitate autocefală în 1872, a existat Mitropolia Bălgradului (Alba Iulia). Sistemul politic al Transilvaniei era reglementat în evul mediu de pactul Unio Trium Nationum. În anul 1658 parlamentul țării (Dieta Transilvaniei), întrunit la Turda, a adoptat decretul prin care a fost proclamată libertatea conștiinței și a toleranței religioase pentru toți locuitorii Transilvaniei. Edictul de la Turda a fost promulgat de Ioan Sigismund Zápolya, principele Transilvaniei. Este primul edict de acest fel din istoria Europei moderne. Documentul original este păstrat la Muzeul Brukenthal din Sibiu. 

#### Eforturile prozelite ale bisericii reformate și traducerile în limba română

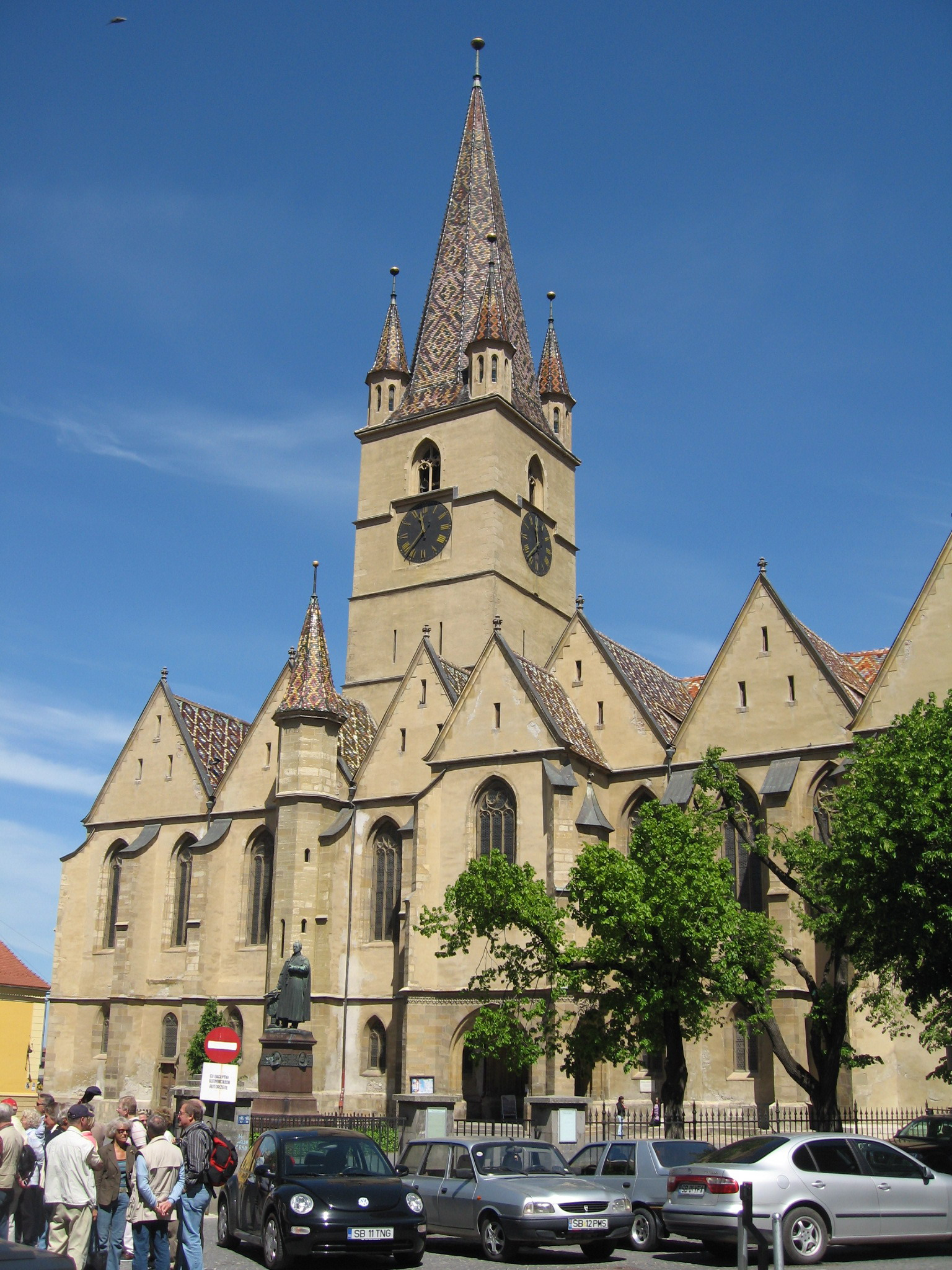
Catedrala luterană din Sibiu.

Viața religioasă a Transilvaniei era dominată în acele timpuri (secolul XVII) de cultele protestante (calvin sau reformat, lutheran sau evanghelic, unitarian, precum și de cel anabaptist). Românii ardeleni, în acele vremuri, deși aveau un "vlădic" (episcop, adeseori numit, conform tradiției, și mitropolit), cu scaunul de reședință la Bălgrad, erau mai mult sub autoritatea supraintendentului maghiar calvinist de la Aiud, care dicta organizarea și desfășurarea vieții religioase atât a coreligionarilor săi, cât și a ortodocșilor supuși. Reforma religioasă protestantă din Transilvania a încercat în secolele XVI și XVII, nu de puține ori, să-i convertească pe Români la protestantism. Procesul de convertire nu a fost lipsit de succese, având în vedere existența menționată în documentele vremii a numeroși preoți-pastori conduși de doi episcopi protestanți români, Pavel Tordași, urmat în scaun de fiul său Mihail, precum și Ioan de Geoagiu, care stăpâneau religios o seamă importantă de comunități ale "valahilor" ardeleni, iobagi, dar și boieri precum cei din familiile Cândea (Kendeffi), Dragu (Dragffi), Banu (Banffy) sau Boieru (Boer).
Atât luteranii, cât și ceilalți reformați au încercat să îi atragă la protestantism pe românii ardeleni nu doar prin numirea de preoți-pastori și episcopi din rândurile lor, ci și prin traducerea unor cărți de cult, catehisme, din limba slavonă, în limba română. Cele mai importante cărți religioase editate în această perioadă pentru români au fost "Catehismul de la Sibiu" din 1544 (catehism ce prezenta doctrinele lutherane), "Întrebarea creștinească" din 1559-1560 (care conține cele 10 porunci, Crezul, rugăciunea Tatăl Nostru, instrucțiuni privind rugăciunea, botezul și nunțile), "Tetraevanghelul" (cu cele 4 evanghelii traduse în limba română, care a fost editat de mai multe ori, în 1546 și 1552 la Sibiu, în 1560 la Brașov), "Psaltirea" din 1570 (o traducere a Psalmilor în limba română, finanțată de Pavel Tordași, episcopul bisericilor reformate române din Transilvania), "Palia de la Orăștie" din 1581-1582 (prima traducere a Vechiului Testament în limba română, realizată de către diaconul Coresi), "Noul Testament" în limba română din 1648 publicat la Alba Iulia, precum și "Catehismul calvinesc", apărut în timpul domniei voievodului transilvan Gheorghe Rákoczi I și din cheltuiala lui Acațiu Barcsai, mare ban al Lugojului și Caransebeșului și comite suprem al Severinului. Această carte, tradusă din ungurește în românește de Ștefan din Făgăraș, a fost scrisă anume pentru convertirea la calvinism a românilor. Toate aceste traduceri s-au făcut cu sprijinul financiar al domnitorilor protestanți ai Transilvaniei. Chiar dacă majoritatea românilor au rămas ortodocși, au fost totuși mulți care au devenit reformați, formându-se comunități protestante românești în Sântămăria Orlea, Peșteana, Râul Alb, Suseni, Rapoltul Mare sau Mintia. Cu timplu însă, acești români, minoritari printre maghiari în cadrul comunității protestante, au trecut treptat la limba maghiară, fiind asimilați în națiunea ungară, așa cum fuseseră asimilați, în veacurile precedente, mulți alții trecuți la catolicismul de rit latin.

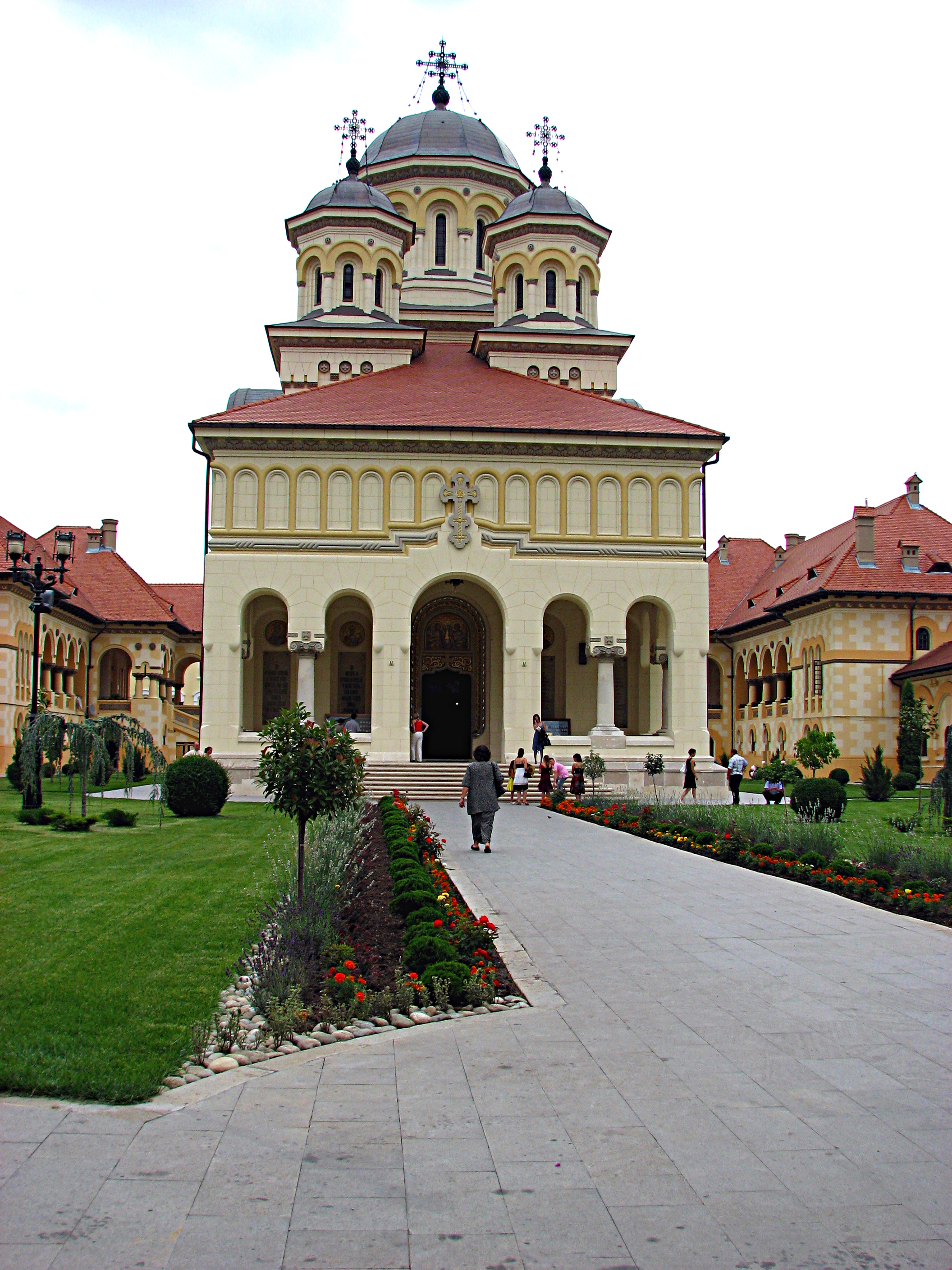
Catedrala ortodoxă din Alba Iulia.

#### Unirea Mitropoliei Bălgradului cu Biserica Romei
Alta a fost soarta comunităților ortodoxe care s-au unit cu Biserica Romei păstrându-și ritul grecesc pe care îl aveau ca ortodocși, precum și reguli canonice ortodoxe ca, de exemplu, hirotonirea bărbaților căsătoriți. Discuțiile purtate din partea catolicilor de către iezuitul Laszlo Baranyi, paroh în Alba Iulia, cu conducătorii Bisericii românești în frunte cu vlădica Teofil Seremi, au început încă din 1693, în secret, pentru a nu le afla calviniștii care stăpâneau atât de aproape Biserica românească. Iezuiții, care veneau din provincia ecleziastică a Boemiei și care au intrat în contact cu românii ardeleni, au trebuit să țină seamă, în politica lor misionară, de unele norme fixe stabilite de "Sfântul Scaun" papal, încă din 1669, pentru misionarii care activau în "lumea orientală", în cadrul Congregației "Propaganda Fide" (Propovăduirea Credinței), conform documentului "Monita ad misionaries in partibus orientalibus" : unirea trebuie să se facă cu încredere și în aceiași credință, semnul vizibil al acestei uniri fiind recunoașterea Papei ca singurul șef vădit al Bisericii lui Christos în lume și ca urmaș direct al Sf. Apostol Petru, căpetenia Apostolilor ; trebuie respectate ritul, disciplina, posturile, sărbătorile, obiceiurile, ceremoniile, rugăcinile ortodoxe, așa cum erau ele înainte de Unire; trebuie să nu fie nimeni dintre uniți îndemnat să treacă la ritul latin, ba chiar să nu fie îngăduite astfel de treceri fără autorizația specială a "Sfântului Scaun". Punctele dogmatice care vor trebui să fie respectate au fost cele fixate de Conciliul de la Florența. În limitele acestor norme au început călugării iezuiți din Alba Iulia discuțiile de Unire cu conducătorii Bisericii românești din Transilvania, la sfârșit de secol XVII, început de secol XVIII.

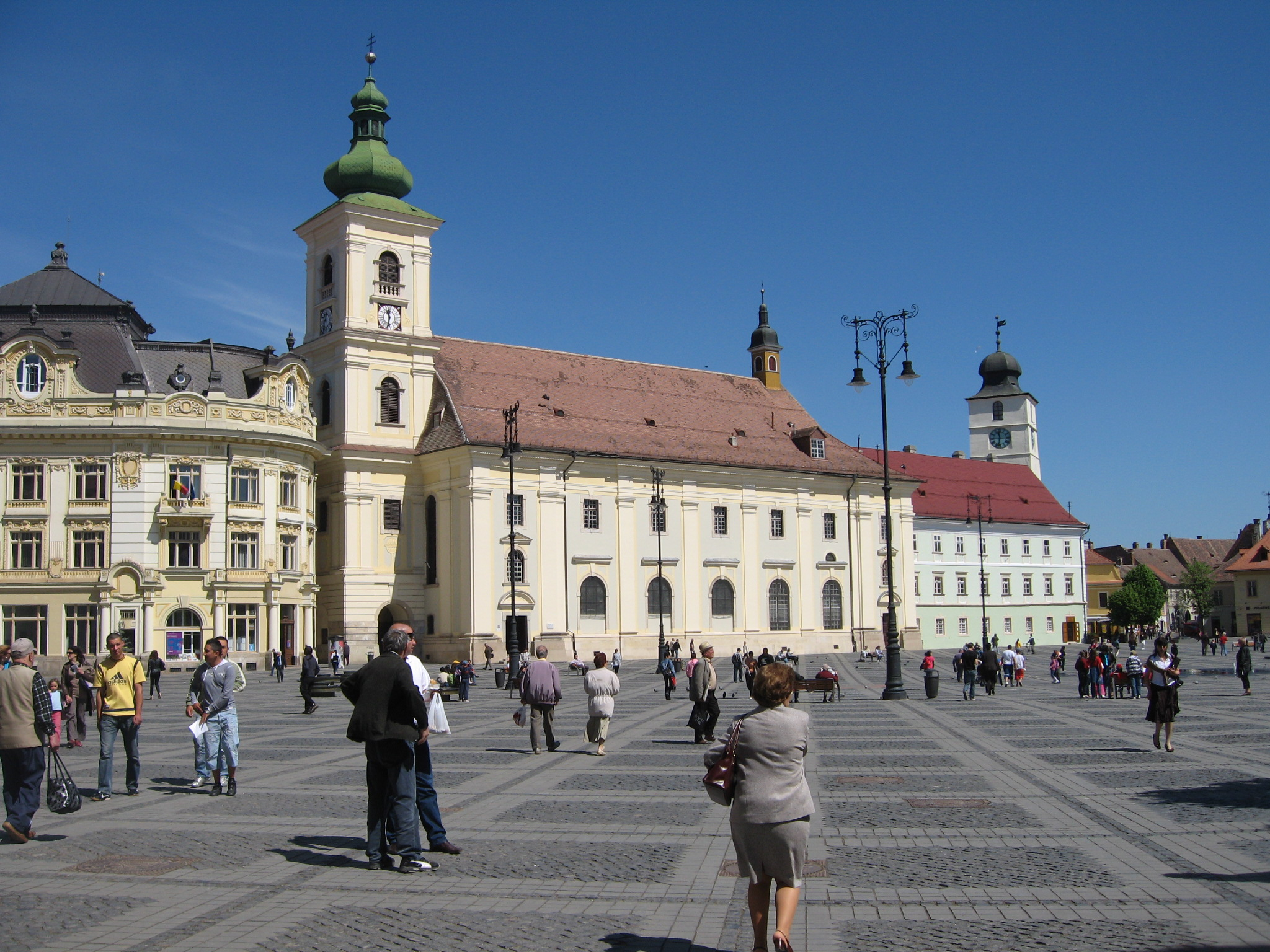
Biserica Iezuiților din Sibiu

După patru ani de discuții, când pregătirile au ajuns să fie hotărâtoare, problema unirii a fost pusă public, în sinodul convocat în cursul lunii februarie 1697, la Alba Iulia. În prima zi, vlădica Teofil a arătat starea Bisericii sub calvini și efortul depus de aceștia de a-i schimba credința și ritul, apoi argumentând folosul și binele ce ar urma prin unirea cu Roma. În ziua a doua, au stabilit condițiile Unirii : să primească cele patru puncte teologice fixate în anul 1439 la Conciliul de la Florența (întâietatea Papei, purcederea Sfântului Duh nu numai din Tată ci și din Fiu, existența Purgatoriului și pâinea nedospită bună și cea de anaforă), rămânând neschimbate ritul și disciplina ortodoxă. După stabilirea condițiunilor bisericești, s-au discutat condițiile politice: să se dea Bisericii și preoțimii românești aceleași drepturi care le au catolicii de rit latin, și să nu mai fie socotiți doar tolerați. Apoi s-a stabilit ca hotărârile luate, să fie aduse la cunoștința împăratului habsburgic Leopold I și a cardinalului Leopold Kollonich. Pe baza hotărârii aduse la Sinodul din februarie, la 21 martie 1697, s-a redactat prima declarație prin care Biserica pravoslavnică românească din Transilvania se unește cu Biserica Romei: 
„Noi, Teofil, cu mila lui Dumnezeu episcopul Bisericii românești din Ardeal și din părțile Țării ungurești lui împreunate și tot clerul aceleiași Biserici, lăsăm pomenire prin scris aevea aceasta tuturor cărora se cuvine, cum că în trecuta lună din februarie când am avut săbor mare în Bălgrad cu o inimă am așezat ca să ne întoarcem în sânul Maicii Biserici romano-catolicești și iarăși să ne unim cu ea, toate acele primindu-le și crezându-le, care ea le primește, le mărturisește și le crede. Și mai întâi mărturisim acele patru puncte în care până acum ne-am împerecheat.”
După această mărturisire, se cer de la împăratul de la Viena, “privilejuri și scutințe, care le au nu numai preoții romano-catolici, ci și arianii, luteranii și calvinii”. După încheiere, declarația a fost semnată de mitropolitul Teofil și 12 protopopi.
Cu toate că declarația de Unire a devenit publică și trimisă împăratului de la Viena, calvinii își exercitau în continuare jurisdicția asupra Bisericii românești din Transilvania. La 9 aprilie 1697, la două luni după primul sinod de unire, o dispoziție a lui Teofil prin care numea provizoriu pe protopopul Ioan din Hunedoara, în locul lui Nicolae, decedat, pe pagina 2 găsim ordinul de numire redactat în ungurește și semnat de superintendentul Istvan Veszprémi “episcop ardelean reformat maghiar și român”, care însărcinează pe același “popă Ioan” cu conducerea provizorie a protopopiatului până se va întruni sinodul calvinesc care-l va așeza definitiv și-i va lua jurământul. Acțiunea pentru Unirea cu Roma continuă însă. La 10 iunie 1697, alți 12 protopopi români au semnat declarația de Unire. Biserica ortodoxă nu stă inactivă, ci reacționează: când mitropolitul Teofil moare în iulie 1697, cu suspiciunea că ar fi fost otrăvit, un popă din satul Bobâlna, județul Hunedoara, pe nume Atanasie Anghel, fiu al preotului de acolo, aste ales în grabă pentru a fi numit Mitropolit al Bălgradului cu acordul direct al autorităților calviniste, fiind hirotonit episcop la București de către mitropolitul Ungrovlahiei, Teodosie, la 28 ianuarie 1698. S-a întors acasă cu daruri din partea domnitorului Constantin Brâncoveanu, dar și cu instrucțiuni precise de la patriarhul Dosithei al Ierusalimului (aflat în refugiu la București). Aceste instrucțiuni erau redactate în 22 de puncte, între care faimosul punct 5, de a nu întrebuința la slujbe limba românească, ci aceea “slovinească sau elinească”. Toate punctele prevăd dispoziții împotriva calvinismului, doar punctul 10 pare a se referi la catolici, cerând să facă Sfânta Cuminecătură numai cu pâine dospită.
Odată cu declarația de Unire din februarie 1697, Sinodul Bisericii românești transilvănene ceruse Curții de la Viena și drepturi de natură politică, la care s-au opus înverșunat guvernatorul Transilvaniei : Gyorgy Banffy, și cancelarul Miklos Bethlen, ambii de religie calvină, prezenți și ei atunci la Viena. Hotărârea imperială, luată la 16 aprilie 1698 și comunicată guvernului ardelean la 28 mai, ținând cont și de dorințele calviniștilor, dar și de cele ale românilor, împărtășește pe preoții români de privilegiile și drepturile preoților cultului cu care se vor uni. În fața acestei hotărâri, la rândul lor calviniștii, dorind și ei să-și asigure unirea românilor, le făgăduiră aceleași privilegii. Dar, pentru majoritatea românilor, împotriva Unirii cu calviniștii pledau nu numai Instrucțiunile date de Patriarhul Dosithei, ci și trecutul atât de recent de umilințe și de prozelitism care tindea să stârpească ortodoxia (și, odată cu ea, românismul) din Transilvania.
În scopul de a clarifica situația, episcopul Athanasiu Anghel a convocat Sinodul de la 7 octombrie 1698, la care, la început au fost invitați numai protopopii, apoi, având în vedere importanța hotărârilor ce trebuiau luate, Sinodul a fost întregit cu preoții și cu câte 2 sau 3 fruntași din fiecare parohie. O însemnare publicată de profesorul Nikolaus Nilles⁠(en)[traduceți] arată că 2270 de preoți au semnat hotărârile sinodului, preoții parohi făcând pe rând, mărturisirea credinței. Întregirea sinodului a fost făcută pentru a nu putea fi acuzați episcopul și protopopii că au făcut unirea singuri… Aceasta a fost o consultare a poporului, fără precedent până atunci în Unirile religioase. În urma acestei adeziuni s-a redactat declarația de Unire de la 7 octombrie 1698, adică Cartea de mărturie, semnată de episcopul Athanasiu și 38 protopopi districtuali:
“Noi mai jos scrișii, protopopii și popii bisericilor românești dăm în știre tuturor celor ce se cuvine, mai vârtos Țării Ardealului. Judecând schimbarea acestei lumi înșelătoare și nestarea și neperirea sufletelor căruia în măsură mai mare trebuie a fi decât toate, din buna noastră voie ne unim cu Biserica Romei cea catolicească și ne mărturisim a fi mădulările acestei Biserici sfinte, catolicească a Romei prin această CARTE DE MĂRTURIE a noastră și cu acelea privilegiuri voim să trăim cu care trăiesc mădularele și popii acelei Biserici sfinte, precum înălțimea sa și încoronatul craiul nostru în milostenia decretului înălțimii sale ne face părtași… S-a dat în Bălgrad în anii Domnului 1698 în 7 zile a lui octombrie”. După aceea cu un scris mai mărunt, dar de aceeași mână, continuă: “Însă întru acest chip ne unim și ne mărturisim a fi mădularele sfintei catolicești Biserici a Romei, cum pe noi și rămășițele noastre din obiceiul Bisericii noastre a Răsăritului să nu ne clătească, ci cu toate ceremoniile, sărbătorile, posturile, cum până acum așa și de acum înainte să fim slobozi a le ține după calendarul vechi și pe cinstitul vlădicul nostru Atanasie până la moartea sfinției sale să n-aibă puterea a-l clăti din scaunul sfinției sale…” După pecetea episcopului și semnătura lui și a celor 38 de protopopi se mai adaugă: ”Și așa ne unim acei ce-s scriși mai sus cum toată Legea noastră să stea pe loc. Iară de n-ar sta pe loc acele, nici aceste puncte să n-aibă nici o tărie asupra noastră și vlădica nostru Atanasie să fie cap și nimeni să nu-l hărbutăluiască”.
În timpul cât se purtau discuțiile de Unire, între 20 octombrie – 12 decembrie 1698, și-a ținut și Dieta transilvană ședințele, tot la Alba Iulia, cu scopul declarat de a stabili noi contribuții asupra clerului român, precum și în legătură cu cantonarea de trupe imperiale în țară. La 23 noiembrie 1698, Dieta a luat în dezbatere și rezoluția împăratului de la Viena, din 16 aprilie, rugându-l să renunțe la punerea pe picior de egalitate a preoților români, chiar dacă se vor uni cu vreunul din cele patru culte recunoscute oficial, aceasta constituind o injurie, o umilință și un prejudiciu pentru cele trei națiuni. Drept răspuns la această intervenție, Episcopul Athanasiu și parohul iezuit Ladislau Baranyi cer cardinalului Kolonich să demaște la împărat uneltirile calvinilor. La 16 februarie 1699, împăratul, luând la cunoștință de Unirea românilor, emite diploma cunoscută sub numele de Diploma I-a Leopoldină, prin care, asemeni celei date pentru ruteni la 23 august 1692, stabilește ca bisericile, fețele bisericești și lucrurile de lege grecească ce sunt unite cu Sfânta Biserică a Romei… aceeași scutință bisericească să o aibă… ca și a celor de lege latinească. Diploma a produs o impresie foarte dureroasă în sânul națiunilor privilegiate. Cei dintâi care reacționează sunt chiar catolicii, care dau lui Athanasiu instrucțiuni pentru a nu extinde drepturile asupra întregii mase de preoți și a rudeniilor lor, ci numai a câte unul din fiecare parohie.
Discuțiile încinse, controversele iscate și, cu deosebire, agitația calvinilor l-au obligat pe împărat să intervină cu încă o diplomă, la 12 decembrie 1699, prin care respinge afirmațiile că românii ar fi constrânși la Unire cu catolicii și arată că au libertatea de a se uni cu una din cele patru religii recepte sau a rămâne în starea lor de acum (schismatici tolerați). Dar guvernul Transilvaniei nu este de acord și, în speranța că-i va putea hotărî pe români să se îndrepte spre calvinism, cu tot protestul lui Athanasiu Anghel, a întreprins o anchetă pentru a obliga pe fiecare locuitor român să se declare personal dacă vrea să rămână în legea veche, sau vrea să treacă la una din cele patru religii. Se cunosc prea puțin rezultatele acestei anchete. Unii s-au declarat că vreau să rămână în legea veche, deci cu ceremoniile pe care unirea cu Roma le lasă neatinse. Mulți au declarat că ei cred în ceea ce crede Vlădica de la Bălgrad.
În acest timp, în părțile Chioarului, alți 12 preoți, și ale Sătmarului alți 58, în frunte cu protopopul din Ruseni, au aderat la unire, solicitând jurisdicția episcopului Ioan de Camillis din Muncaci.
Făcând vizitații canonice, episcopul Atanasie Anghel s-a convins de rezistența unor preoți, cum au fost cei din Țara Hațegului, care în frunte cu Ioan Țirca se socoteau uniți cu calvinii, sau cei din părțile Brașovului și Făgărașului, mult timp scoși de sub jurisdicția Bălgradului, s-a hotărât să convoace un nou sinod la 4 septembrie 1700, iarăși cu o largă participare, la care au fost prezenți protopopii, fiecare cu “juratul” său, cu câte doi preoți și câte trei țărani fruntași. După ce vlădica a pus în discuție problema unirii, s-au declarat toți de acord, inclusiv boierii din Țara Făgărașului. Mai greu s-au lăsat convinși cei din Hunedoara și din scaunele săsești ale Brașovului și Sibiului. În ziua a 2-a, la 5 septembrie, Sinodul a stabilit că primește cele patru puncte și altceva nimic, apoi, în aceeași zi, a redactat MANIFESTUL de unire în care arată că “slobozi de bună voie și porniți de Duhul Sfânt ne-am unit cu Biserica Romano-catolică și prin rândul acestora ne mărturisim a fi mădularele ei, toate primindu-le, mărturisindu-le și crezându-le, câte le primește, le mărturisește și le crede dânsa și mai ales acele patru puncturi, în carele ne vedem până acuma a fi osebiți…” După ce arată că așteaptă aceleași privilegiuri de care se bucură “cei de ritul latinesc, după Sfintele Canoane și privilegiurile de fericiți răposații crai ai Ungariei date”, “Manifestul” a fost semnat de episcopul Athanasiu și de 54 protopopi reprezentanți a 1640 preoți (după episcopul Ioan Inocențiu Micu-Clain, iar după cronicarul Nilles, 1563). Printre ei și Ioan din Hunedoara cu cei 50 de preoți, Sava din Săliște cu 15 preoți, Petru din Sibiu cu 33 preoți, Vasile din Brașov cu 35 preoți etc., consfințind astfel Unirea cu Roma după tratative purtate sub doi ierarhi, ce au durat aproape opt ani.

#### Tulburările confesionale de la mijlocul veacului al XVIII-lea în Transilvania
Ca urmare a agitațiilor provocate de mitropolitul sârb de Karlovitz, la sfârșitul anului 1759 au izbucnit primele răscoale împotriva uniației. Arestarea ieromonahului Sofronie Kirlovici în satul Cioara a determinat ridicarea a peste 600 de țărani pentru eliberarea lui. Ieromonahul Sofronie a organizat în 10 august 1760 sinodul de la Zlatna. Hotărârile acestui sinod cereau episcop ortodox, restituirea bisericilor și averilor confiscate, eliberarea credincioșilor și clericilor închiși pentru credință, libertate religioasă. Memoriile trimise Curții de la Viena și Guvernului Transilvaniei nu au primit nici un răspuns. Persecuțiile au continuat, provocând întinderea răscoalei. În 1760 țăranii răsculați au atacat Blajul, centrul persecuțiilor anti-ortodoxe, silindu-l pe episcopul Petru Pavel Aron să se refugieze la Sibiu.
Pe 20 octombrie 1760 Maria Terezia deja anunțase că va forma o comisie care să cerceteze plângerile românilor și că va elibera pe cei arestați pentru credință. În 14-18 februarie se organizează, sub conducerea ieromonahului sârb Sofronie Kirlovic, Sinodul de la Alba Iulia. Hotărârile în 19 puncte au fost înaintate autorităților. Ele cuprindeau atât soluții pentru încetarea tulburărilor cât și măsuri de organizare a Bisericii Ortodoxe și de întărire a moralității și credinței. Cel trimis pentru
cercetare de către Maria Terezia a fost generalul Nicolae Adolf de Buccow, care a fost numit comandant al tuturor forțelor armate din Transilvania, sporite cu acest prilej cu noi unități de cavalerie și infanterie. Odată cu el a fost adus și un episcop ortodox sârb, spre a se da nădejdi asupra așezării unui episcop ortodox în Transilvania.
Pe 1 mai 1761 generalul a convins pe Sofronie că se va face pace, cerându-i însă a părăsi Transilvania, ca să nu fie prilej de tulburare. Sofronie a făcut acest sacrificiu, trecând în Muntenia unde își va sfârși zilele într-un schit din Argeș. Și el este canonizat, fiind prăznuit de ortodocși tot pe 21 octombrie, împreună cu alți apărători ai credinței.
Acesta a frământat zeci de ani dearândul satele românești din Transilvania, atingându-și culmea în răscoala fără sânge a călugărului Sofronie din Cioara, de teama căruia tremura guvernul din Sibiu mai ales în timpul războiului de șapte ani (1756-1763), când oștile împărătești erau comandate la luptă pe frontul apusean. Rezultatul răscoalei lui Sofronie a fost trimiterea învățatului episcop sârb Dionisie Novacovici în Transilvania pentru păstorirea sufletească a Românilor ortodocși - deci o "însemnată izbândă smulsă prin îndârjita împotrivire a preoților și a oamenilor dela sate față de politica înaltelor cercuri diriguitoare dela cârma Transilvaniei și a Împărăției austriece".

## Biserica Ortodoxă Română în secolul al XIX-lea
Istoricul I. Lupaș vedea, cu bună dreptate, veacul al XVIII-lea, ca una din cele mai grele perioade ale istoriei românilor. Acest lucru este cu atât mai mult valabil pentru istoria Bisericii Ortodoxe Române. Aceasta a avut de suferit nenumărate persecuții și loviri din partea străinilor.
Astfel, în Transilvania, ortodocșii erau sub tripla teroare a forțării trecerii la greco-catolicism, a presiunilor pentru maghiarizare și a autorităților austriece. Nici în Banat situația nu era mult mai bună. Deși aici presiunea uniată era mult redusă, nu lipseau nici eforturile de maghiarizare și nici masivele colonizări străine. Pentru a schimba caracterul etnic al Banatului - și totodată și pe cel religios - autoritățile austriece au colonizat în zonă germani (așa numiții „șvabi”, aduși din Suebia), sârbi, și chiar slovaci, cehi, unguri, ruteni și alte naționalități. Ca urmare românii ortodocși, populația autohtonă a Banatului și inițial majoritatea covârșitoare, vor ajunge după cca. 150 de ani să fie abia jumătate din populație. Aceeași politică rasistă anti-românească s-a dus și în Bucovina. Aici, în 1775, românii erau 91% din populație, rutenii 2,5%, alte naționalități diverse formând restul populației (huțuli, evrei, țigani, ucraineni etc.). În mai puțin de o sută de ani, ca urmare a colonizărilor masive organizate de Viena, românii ajung să fie abia jumătate din populația pământului lor strămoșesc. Principalii beneficiari au fost... rutenii uniți cu Roma, care au primit pământuri luate de la români sau de la Biserica Ortodoxă Română. "Împroprietăririle" s-au făcut, ca și în Banat și în alte teritorii românești ocupate, fără nici un temei juridic, în baza "dreptului forței".
Pentru alte prigoane în Transilvania secolului XVIII se pot vedea capitolele anterioare.
Nici Biserica Ortodoxă Română din Muntenia nu avusese o soartă mai bună. Odată cu instalarea domniilor fanariote la București, la 25 dec. 1715, începe o perioadă extrem de neagră. Domnitorii fanarioți impuneau în funcții importante - mai ales de factură economică - preferații lor, de obicei rude din Fanar, fără minime cunoștințe de limbă și cultură română, fără un minim nivel de moralitate. Aceștia - domnitorii și rudele lor - au jefuit sistematic țara și Biserica, deturnând averile mânăstirești destinate sprijinirii Locurilor Sfinte, bolnițelor (spitalelor), școlilor sau altor instituții obștești în buzunarele proprii. Clericii și călugării care au încercat să limiteze jaful au fost înlăturați, torturați, uciși - după caz.
În Memorii istorice și geografice asupra Valahiei F. G. Bauer menționează că numai în timpul domniei lui Constantin Mavrocordat în Țara Românească a Munteniei, între 1744 și 1748, "minunatele reforme" (cum le-au numit unii) ale acestuia au dus la scăderea numărului de familii de la cca. 150.000 la... 35.000! Această pustiire a țării în urma jafului fanariot a făcut ca o mare parte a călugărilor să revină, ca înainte de secolul XV, la viețuirea sihăstrească. Retragerea în codrii și munți era singura cale de a păstra Ortodoxia curată în fața păgânismului fanariot, interesat doar de a stoarce bani din absolut orice. Acest lucru va favoriza și lucrarea Sfântului Paisie cel Mare (Velicicovschi) și va permite mai târziu o revenire surprinzătoare a Ortodoxiei românești după 1821.

### Biserica Ortodoxă Română din Transilvania
Ponderea greco-catolicilor o depășește pe cea a ortodocșilor, existând totuși importante comunități ortodoxe
     Ponderea ortodocșilor o depășește pe cea a greco-catolicilor, existând totuși importante comunități greco-catolice
     Majoritate ortodoxă fără o prezență greco-catolică importantă (sub 1%)

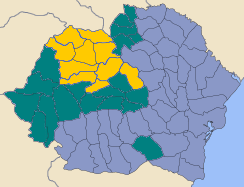
Ortodocșii și greco-catolicii din România interbelică (pe județe)
Ponderea greco-catolicilor o depășește pe cea a ortodocșilor, existând totuși importante comunități ortodoxe
Ponderea ortodocșilor o depășește pe cea a greco-catolicilor, existând totuși importante comunități greco-catolice
Majoritate ortodoxă fără o prezență greco-catolică importantă (sub 1%)

Viața monahală ortodoxă în Transilvania a continuat organizat după 1761 în doar câteva mânăstiri și schituri scăpate de urgie sau refăcute - în general pe ascuns - ulterior. Mai existau sihaștri, mai ales în pădurile din Maramureș și alte zone carpatine. Acești sihaștri au asigurat totdeauna continuitatea monahismului românesc atunci când prigoanele au distrus sau controlat excesiv mânăstirile.
Atât dintre călugării scăpați cu viață, cât și dintre ardelenii ortodocși cu vocație monahală, mulți au fost nevoiți să treacă în Muntenia și mai ales în Moldova, în zonele mai sărace și mai ferite de prigoana fanariotă.
Urmașul lui Dionisie și Sofronie, episcopii Bisericii Ortodoxe Române din Transilvania în secolul XVIII a fost Ghedeon Nichitici, care a fost numit și episcop al Bucovinei și care face trecerea către secolul XIX. El a luptat pentru limitarea efectelor negative ale răscoalei lui Horea, pentru buna organizare a Bisericii și instruirea clericilor și credincioșilor.

## Situația cultelor creștine în România
La recensământul din anul 2002, în România au fost semnalate următoarele culte și organizații religioase:
- Biserica Ortodoxă (18,83 milioane membri),
- Biserica Romano-Catolică (1,02 milioane membri);
- Biserica Greco-Catolică (191.556 membri);
- Biserica Ortodoxă de Rit Vechi (38.147 membri);
- Biserica Armeană (687 membri);

Cultele protestante: 
- Biserica Reformată (701.077 membri),
- Biserica Evanghelică de Confesiune Augustană (8.716 membri),
- Biserica Evanghelică Lutherană Sinodo-Presbiteriană (27.112 membri),
- Biserica Unitariană (66.944 membri);

Cultele neoprotestante: 
- Biserica Creștină Baptistă (126.639 membri),
- Cultul Penticostal (324.462 membri),
- Biserica Adventistă de ziua a șaptea (93.670 membri),
- Cultul Creștin după Evanghelie (44.476 membri),
- Biserica Evanghelică (18.178 membri);
- alte culte, inclusiv organizația Martorii lui Iehova (88.509 persoane).

Alte circa 33 de mii de persoane s-au declarat la recensămînt fără religie, atei sau nu au vrut să-și facă publică apartenența religioasă.